# Plan Dyle
Seconde Guerre mondiale,
bataille de France
Batailles
- Drôle de guerre
- Évacuation des civils de la ligne Maginot
- Mobilisation
- Offensive de la Sarre
- Baie de Heligoland
- Incident de Mechelen
- Plan Jaune
- Plan Dyle
- Luxembourg
- Ében-Émael
- Hannut

- Sedan
- Dinant
- Monthermé
- Givet
- La Horgne
- Gembloux
- Flavion
- Louvain
- Charleroi

- Stonne
- Montcornet
- La Sambre
- Arras

- L'Escaut
- Amiens
- La Lys
- Massacre de Vinkt
- Boulogne-sur-Mer
- Calais
- Poche de Lille
- Massacre du Paradis
- Abbeville
- Dunkerque
- Capitulation belge

- L'Aisne
- L'Ailette
- Opération Paula
- l’Exode
- Pont-de-l'Arche
- Opération Cycle
- Opération Ariel

- Les Alpes
- Vallon du Seuil
- Bombardement de Toulon
- Opération Vado
- La Loire
- Saumur
- La vallée du Rhône
- Bombardements de Marseille
- Menton (Pont-Saint-Louis)
- Combats aériens en Suisse
- Armistice du 22 juin

Le plan Dyle est un plan d'opération français au début de la Seconde Guerre mondiale prévoyant une intervention militaire en Belgique en cas d'invasion de ce royaume par les forces armées allemandes. Ce cas se produit le 10 mai 1940 et le plan est appliqué sous sa forme Dyle-Bréda étendant l'intervention franco-britannique aux Pays-Bas.
Le plan Dyle est adopté en novembre 1939 (finalisé jusqu'en avril suivant), en plus du plan Escaut décidé en octobre 1939. Le choix d'exécuter l'un ou l'autre doit s'effectuer au moment où une attaque des Allemands contre la Belgique aurait lieu. Si l'autorisation des Belges d'intervenir dans leur pays parvient assez tôt aux Français, ceux-ci choisiront le plan Dyle, le plan Escaut étant celui par défaut. La possibilité d'intervenir également dans le Sud des Pays-Bas est envisagée dès novembre 1939 sous le nom d’hypothèse Hollande et à partir de mars 1940, l’hypothèse Bréda, plus ambitieuse, y étend l'hypothèse Dyle. Motivés par des raisons militaires, économiques et politiques pour les Franco-Britanniques, tous ces plans visent à établir en Belgique et aux Pays-Bas un front défensif pour y arrêter l'offensive allemande plutôt que de le faire sur la frontière française.
Le plan doit son nom à la Dyle, une rivière née près de Genappe et qui coule vers le nord en évitant Bruxelles par l'est, passant par Wavre, Louvain et Malines avant de rejoindre l'Escaut par le Rupel. Ce cours d'eau marquait une partie de la position à défendre par les forces françaises, britanniques et belges.
C'est finalement la version Dyle-Bréda qui est appliquée le 10 mai 1940, lorsque les Allemands déclenchent le plan Jaune (Fall Gelb). Dès le 12, les Français renoncent au plan Bréda à cause de l'avance rapide des Allemands aux Pays-Bas. Alors que le plan Dyle est conçu en prévoyant que l'offensive principale des Allemands aura lieu à travers la plaine belge, celle-ci s'effectue en réalité à travers le Massif ardennais pour exploiter la faiblesse du centre du front et ainsi isoler l'aile nord des Alliés avancée en Belgique, poussant ceux-ci à abandonner la position prévue par le plan Dyle dès le 15, sans parvenir à rétablir la situation : la bataille de France est perdue pour les Alliés.

## Plans de l'entre-deux-guerres
La planification des opérations est confiée en temps de paix au 2e bureau de l'état-major de l'armée française.

### Principes d'une intervention
L'idée de base est de faire marcher le corps de bataille français à travers une partie de la Belgique, pour établir sur le sol belge une position de combat sur laquelle les forces françaises appuyées de leurs alliés (Belges et Britanniques) attendront les forces allemandes. Les avantages pour les Français sont :
- de se concilier les Belges (en venant à leur secours) ;
- de satisfaire les alliés britanniques (en gardant le contrôle des ports belges et en augmentant la couverture aérienne anglaise) ;
- de récupérer la majeure partie de l'armée belge (qui possède 22 divisions en mai 1940) ;
- de couvrir ainsi les régions minières et industrielles du Nord de la France tout en se rapprochant de celle de la Ruhr ;
- de raccourcir le front (la frontière franco–belge compte de nombreux saillants).

Ces idées, fortement marquées par le souvenir de la Première Guerre mondiale, notamment les relations franco–belges, sont inspirées par un état d'esprit défensif. Les états-majors belges et français coopèrent depuis 1914, avec un accord militaire (aux clauses alors secrètes) signé en 1920 prévoyant « un système de défense coordonné des frontières franco–belges comprenant la frontière orientale du Luxembourg », valable jusqu'en 1936. L'attitude française plutôt défensive et voulant exclure un combat de rencontre comme lors de la bataille des Ardennes en 1914, est formalisée par l’Instruction pour l'emploi des grandes unités de 1920,, prônant des agissements prudents et méthodiques (doctrine de la « bataille conduite ») avec un fort soutien d'artillerie et un rôle central de l'infanterie ; ordonnant que les troupes doivent se déployer de préférence sur une position favorable (derrière un cours d'eau ou un relief) et réaliser des fortifications de campagne (en commençant par des tranchées).
Comme les forces françaises doivent se porter en avant de la frontière, l'état-major ne prévoit pas de fortifier celle-ci lourdement dans le Nord. En conséquence, les secteurs de la ligne Maginot de la mer du Nord jusqu'à la Lorraine ne sont aménagés que tardivement, avec seulement quelques casemates et petits ouvrages dans la forêt de Raismes (près de Valenciennes) et autour de Maubeuge, complétés par une foule de petits blocs bétonnés à partir de 1937 (construits par la main-d'œuvre militaire).

### Évolution des plans

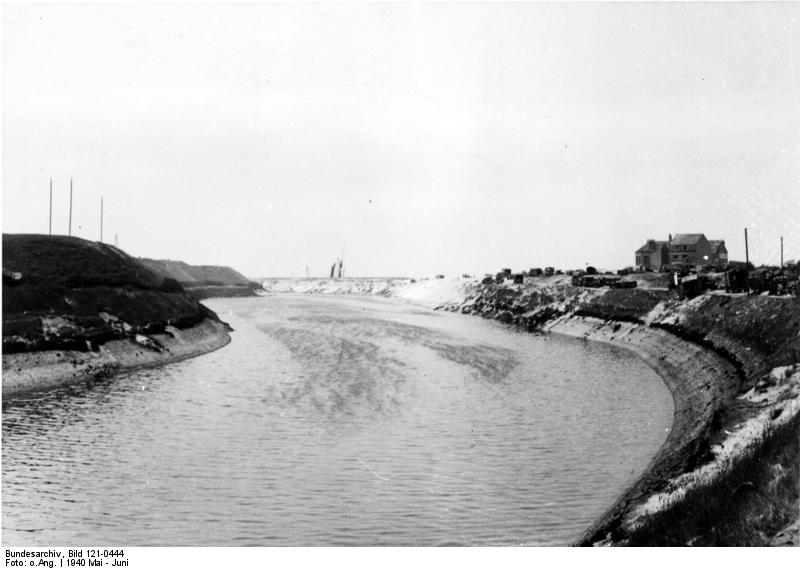
Le canal Albert en 1940 : un obstacle notable.

Le premier plan français de mobilisation et de concentration, le plan « A », est basé sur la coopération belge, prévoyant la concentration de l'armée française (c'est-à-dire le débarquement des troupes) directement sur la rive gauche du Rhin en Allemagne, avec ses lignes de communication traversant la Belgique. En 1926, le plan « A bis » envisage la concentration sur le territoire belge, à la frontière avec l'Allemagne. En 1929, le plan B est nettement plus défensif, le déploiement initial se faisant uniquement en France, comprenant notamment deux armées dites « de Sambre et Meuse » face à la Belgique.
À la suite de l'évacuation complète de la Rhénanie par la France et la Belgique en 1930 et au réarmement allemand, les plans des années 1930 restent défensifs, avec un groupe d'armées prêt à intervenir en Belgique en cas de besoin : ce sont les plans C en 1931, D en 1933 et D bis en 1935. En Belgique, le général Galet planifie dès 1928 la défense face à l'Allemagne sur trois lignes successives : d'abord le canal Albert, les fortifications de Liège et la Meuse, ensuite la ligne d'Anvers à Namur suivant le tracé de la Dyle, enfin la Lys ; l'Ardenne, excentrée et peu peuplée, n'est pas défendue.
La remilitarisation de la Rhénanie en 1936 et la non-intervention française ont pour conséquence le retour de la Belgique à la neutralité, garantie par les Français et les Britanniques (déclaration conjointe du 24 avril 1937) ainsi que par les Allemands (13 octobre 1937). Le plan français « E » de 1937 prévoit une concentration aux frontières françaises de Dunkerque à Nice, avec deux variantes, une offensive en Sarre (si l'Allemagne attaque en Europe centrale) et une intervention en Belgique (à condition que les Belges appellent à l'aide). Les contacts entre les états-majors belges et français sont rompus, tandis que le plan de mobilisation belge du général Van Overstraeten doit prévoir des défenses face au sud. En 1938, débute donc la préparation d'une position Ninove–Hal–Waterloo censée protéger Bruxelles contre une attaque française. À partir d'août 1939 commencent de même face à l'est les travaux de la ligne KW (abris bétonnés et barrage antichar de Koningshooikt à Wavre) destinée à faire face à une invasion allemande si celle-ci dépassait la ligne de défense belge sur la Meuse-canal Albert.

### Exercice CSG 36-37
D'octobre 1936 à avril 1937, le Conseil supérieur de la guerre mène sur carte un exercice portant sur la riposte française à une attaque brusquée (c'est-à-dire juste après la mobilisation) allemande en Belgique et aux Pays-Bas. Le « parti bleu » représente les Allemands, offensif, contre le « parti rouge », franco-belge, défensif.
Dans cet exercice, les Belges appellent au secours les Français tardivement, ne permettant que la défense de la ligne de l'Escaut ; mais le front rouge est percé par les bleus au sud de Maubeuge et à Sedan. Les rouges colmatent finalement les brèches par des contre-attaques limitées menées par des réserves, avec le commentaire du général Georges qui estime qu'il s'agit d'un « problème difficile, en face d'un adversaire disposant de moyens d'exploitation rapides comme les panzerdivisions ».
Le front rétabli et l'alerte passée, les rouges prennent l'offensive méthodiquement au départ de la tête de pont de Gand vers Bruxelles, prenant de flanc les forces allemandes engagées plus au sud. Les conclusions de l'exercice critiquent la vitesse des colonnes mécanisées, composées de divisions cuirassées en tête suivies de divisions d'infanterie sur camions. Cette vitesse est qualifiée de « roman » par le général Gamelin, « elle aurait été fortement ralentie dans la pratique par des destructions opérées par les Belges ».

## Plans de l'automne 1939

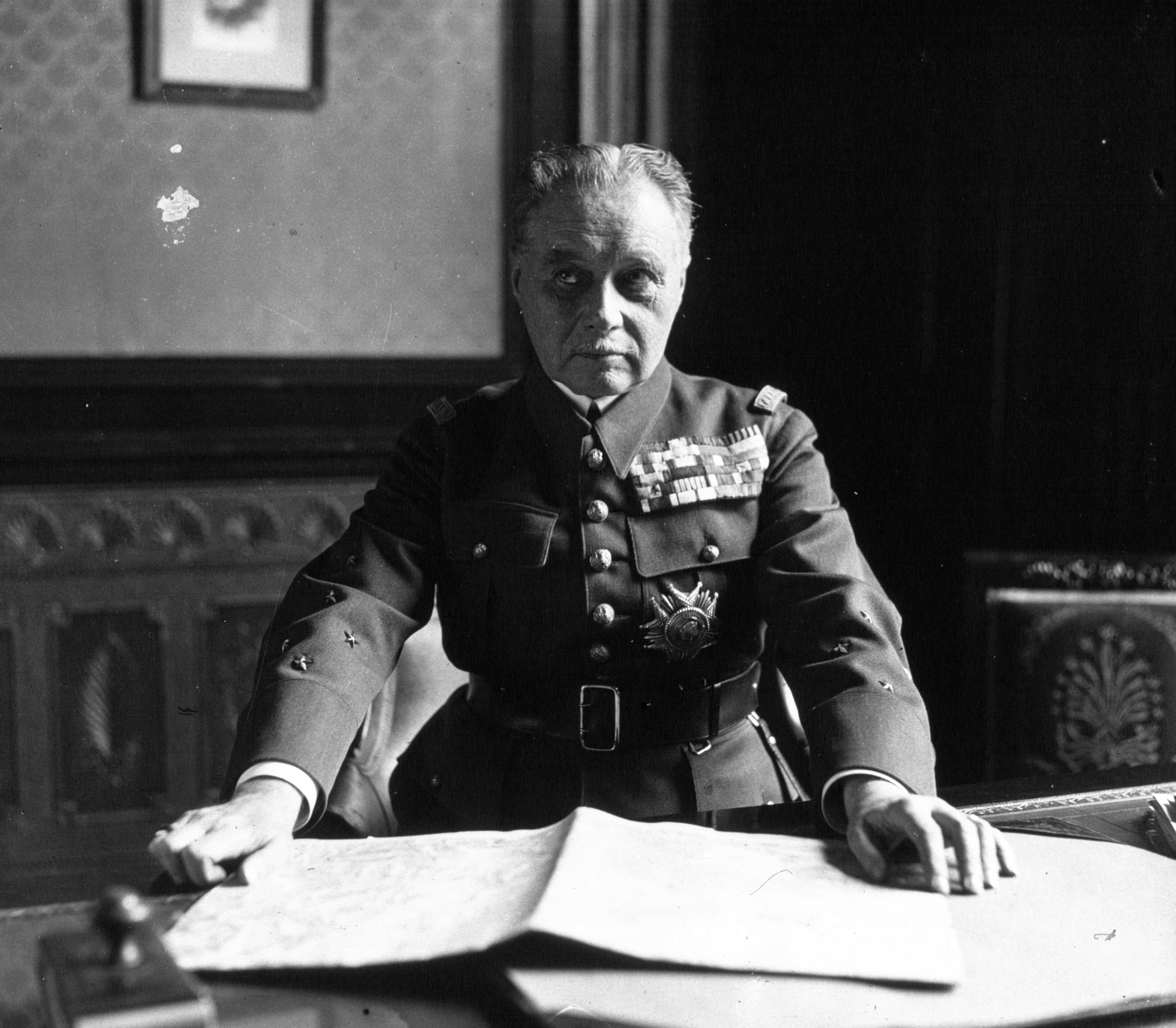
Maurice Gamelin, commandant en chef des forces armées françaises.

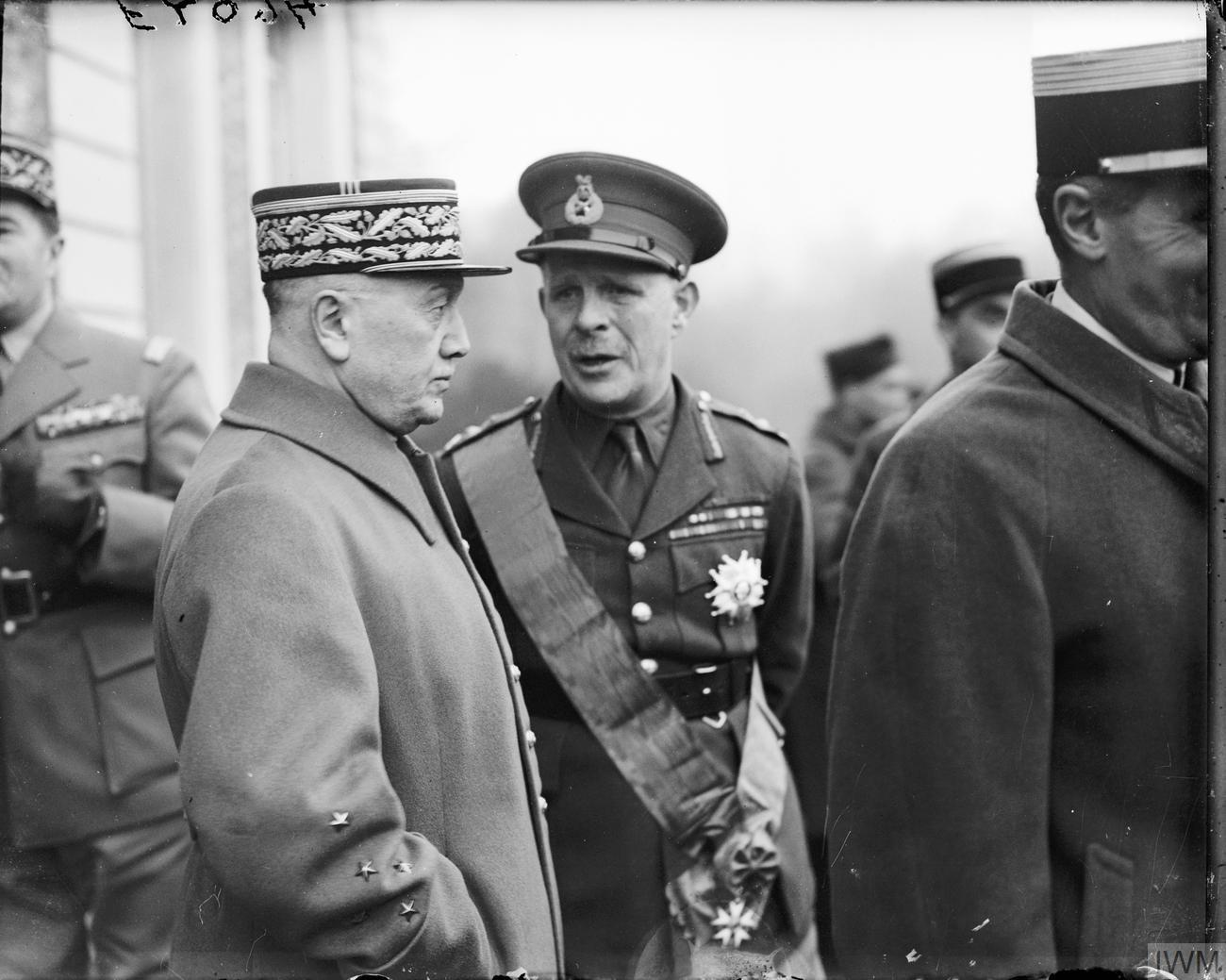
Alphonse Georges, commandant du théâtre Nord-Est, en compagnie de Lord Gort, commandant de la BEF.

La mobilisation française de 1939 se fait selon le plan « E », avec application de l'offensive en Sarre, très prudemment à partir du 9 septembre 1939, arrêtée dès le 14 (évacuation en octobre). Fin septembre, le dispositif français est remanié, avec l'envoi dans le Nord de divisions prélevées en Lorraine et dans les Alpes et l'intégration du Corps expéditionnaire britannique (BEF). Côté belge, la mobilisation a commencé le 25 août 1939, permettant de mettre sur pied 16 divisions. Parmi elles, douze sont déployées face au sud (autour de Bruges, Gand, Bruxelles et Namur) et quatre face à l'est (sur le canal Albert et autour de Liège) tandis qu'une barrière antichar dite ligne KW est construite entre septembre 1939 et mai 1940 principalement le long de la Dyle.
Les plans sont désormais établis par les 3e bureaux des différents niveaux hiérarchiques de l'armée française : au sommet le Grand quartier général (dirigé par le général Gamelin), qui a sous ses ordres quatre états-majors de théâtre d'opérations dont celui du théâtre Nord-Est (commandé par le général Georges).

### Plan Escaut
Le Grand quartier général français prévoit par son instruction du 29 septembre 1939 signée par le général Gamelin de combattre sur la « position de résistance » qui longe la frontière franco-belge, mais envisage l'intervention en Belgique en cas d'appel, soit sur l'Escaut, soit plus en avant « si nous étions appelés en temps utile ». Le 1er octobre 1939 est créé le groupe d'armées n° 1 (GA1), composé de la BEF, de la 1re armée, du détachement d'armée des Ardennes (renommée 9e armée le 15 octobre) et de la 2e armée, le tout confié au général Billotte avec son PC près de Soissons, chargé d'une éventuelle manœuvre en Belgique. La 7e armée, prévue en renfort, est en réserve autour de Reims. Sont ainsi concentrées dans le Nord les troupes alliées les plus mobiles, avec la totalité de la BEF (partiellement motorisée), les divisions légères mécaniques (DLM, blindées), les divisions de cavalerie (DC, en partie à cheval et en partie motorisées) et les divisions d'infanterie motorisées (DIM, sur autobus et camions).
Le 24 octobre 1939, l'Instruction personnelle et secrète no 7 (IPS no 7) signée du général Georges définit pour le GA1 la « manœuvre Escaut », reprise le 28 octobre par le général Billotte dans son instruction no 6. Étant donné que l'état-major français estime la résistance belge sur la position fortifiée de Liège comme très courte, le plan d'opérations établi le 24 octobre se limite à couvrir que la partie occidentale de la Belgique : la plaine côtière et le bassin de l'Escaut sont plus favorables à la défense que les bas plateaux du Hesbaye. La « manœuvre Escaut » se limite à faire pivoter les forces au nord de Maulde (BEF et le 16e corps) pour les aligner le long de l'Escaut jusqu'à Gand, laissant à l'armée belge le tronçon de Gand à Anvers, tandis que les unités de cavalerie s'avancent jusqu'à la ligne Dinant–Charleroi–Bruxelles–Anvers en couverture (tâche confiée notamment au corps de cavalerie du général Prioux, composé de deux DLM) et que les groupes de reconnaissance poussent jusqu'à la Dendre. Selon ce plan, l'infanterie française reste sur ses positions au sud de Maulde, s'appuyant sur les fortifications couvrant Maubeuge, puis suivant la frontière vers le sud jusqu'à Hirson (saillant belge de Chimay), de là rejoignant la Meuse à Revin en aval de Sedan et poursuivant le long de la Chiers jusqu'à Longuyon (où le GA1 passe la main au GA2).
Une « pénétration plus profonde » est envisagée comme hypothèse « en cas de circonstances favorables », avec l'avancée de tout le GA1 sur la ligne Louvain–Wavre–Gembloux–Namur–Givet, d'où la mise à disposition derrière la 1re armée des quelques DIM disponibles, mais cette manœuvre n'est pas encore planifiée.

### Hypothèse Hollande
En octobre 1939, l'armée belge craint de plus en plus une invasion allemande. Le général Van Overstraeten augmente ses effectifs, passant à 20 divisions, avec un redéploiement de son dispositif : désormais seulement quatre divisions font face au sud tandis que 14 autres le font vers l'est, notamment le long du canal Albert et de la Meuse. Fin octobre 1939, les Alliés reçoivent des renseignements indiquant l'intention allemande d'envahir les Pays-Bas. Le territoire néerlandais permettrait aux Allemands de bloquer le port d'Anvers, d'avoir des bases avancées pour leurs sous-marins et de menacer par les airs le Sud-Est de l'Angleterre.
Le 1er novembre, le général Gamelin demande au GQG d'étudier un plan d'opération intégrant une aide au profit des Pays-Bas ; sont envisagés des débarquements en Zélande ou des parachutages d'« infanterie de l'Air », mais le moyen principal retenu reste de passer par la Belgique. Le 8 novembre, le général Georges signe l'instruction mettant à jour le plan de la « manœuvre Escaut », la complétant par l'« hypothèse Hollande » : les troupes du GA1 seraient renforcées avec la 7e armée qui reçoit la mission de foncer à travers la Flandre belge pour prendre position au nord d'Anvers, tandis que la Marine débarque des détachements de la 7e armée à Flessingue (sur l'île de Walcheren) et que l'Armée de l'Air dépose ses paras (le 601e groupe d'infanterie de l'Air) à Woensdrecht. L'état-major de la 7e armée est déplacé de Reims à Saint-Omer le 10 novembre ; le même jour, le général Billotte précise la mission de cette armée, et l'« hypothèse Hollande » est étudiée en détail au niveau de cette armée.
Fin novembre, Gamelin demande à Giraud d'étudier une extension de la manœuvre vers Bréda-Roosendaal. Le commandant en chef s'inquiète en effet du manque de coordination entre les armées belges et néerlandaises sur leur frontière commune,. Les études de l'état-major de la 7e armée sont envoyées fin novembre et début décembre au général Billotte (GA1), de là au général Georges (NE) puis au général Gamelin (CEC). Elles mettent en avant le risque de voir les Allemands arriver à Bréda avant les Français, et conditionne la réussite de l'opération à une coopération entre Belges et Néerlandais. Le général Georges rajoute en commentaire écrit que « cette manœuvre apparaît d'une exécution très problématique… Tout le problème est dominé par la question des moyens disponibles… en cas d'une attaque ennemie se déclenchant, au centre, sur notre front, entre Meuse et Moselle, nous pourrions être démunis des moyens nécessaires à la riposte ». Il rajoute qu'il s'agit d'« étude de caractère technique… pour l'instant. Tout cela est du rêve compte tenu jusqu'à présent de l'impossibilité de conclure des accords ». En raison de l'opposition de Georges et de Billotte, Gamelin renonce à cette extension de l'hypothèse Hollande, pour le moment, car le problème posé par l'absence de liaison entre Belges et Néerlandais persiste et les intentions de Gamelin avec.

### Plan Dyle

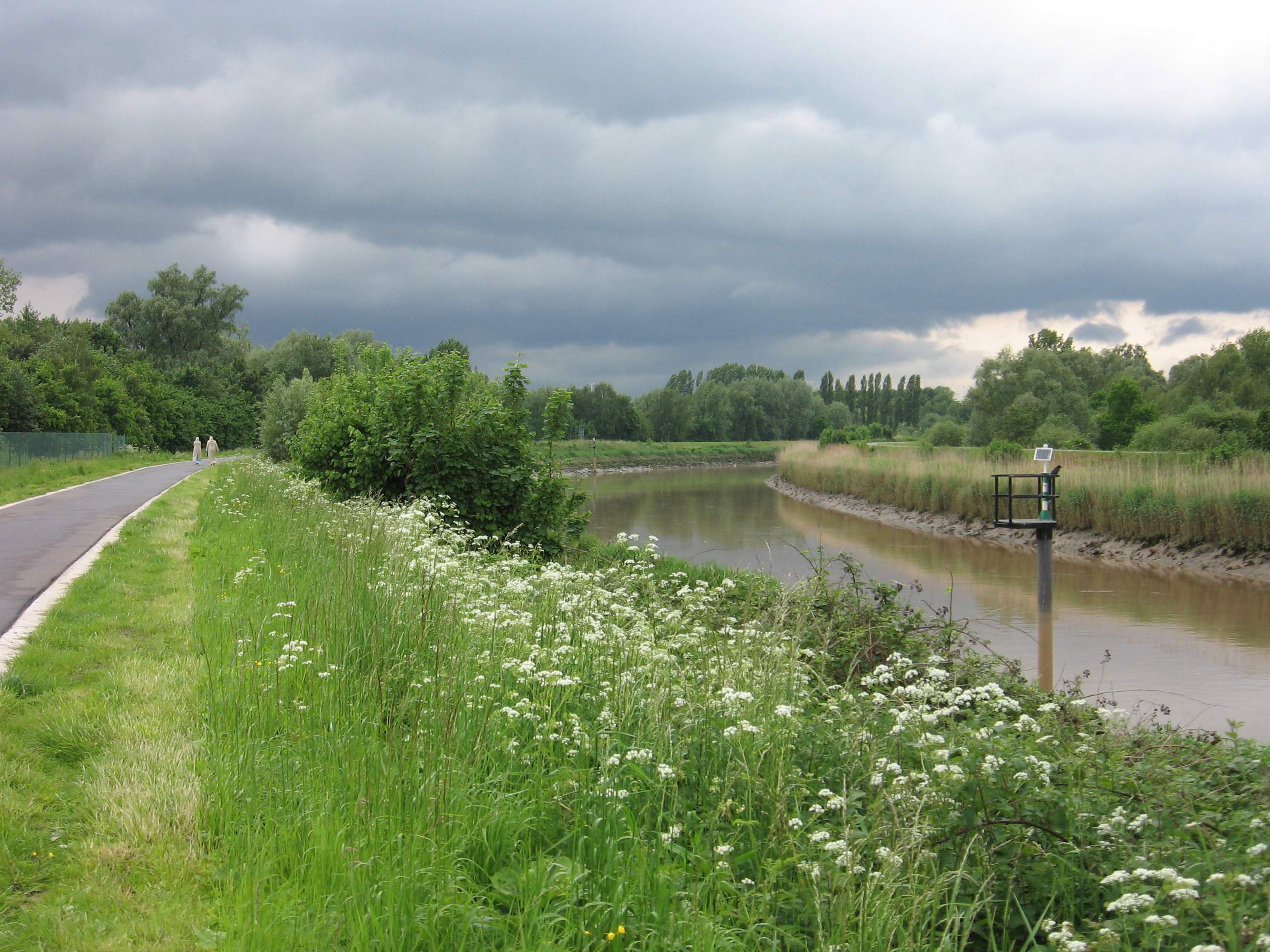
La Dyle près de Malines : ce cours d'eau pouvant servir d'obstacle antichar avait été choisi comme position pour arrêter l'offensive allemande.

Les services de renseignement néerlandais, belges et alliés ont annoncé le début de l'offensive allemande pour le 12 novembre 1939 ; ces services comptabilisent les divisions allemandes et à partir de leurs positions essayent de deviner les axes d'attaque. Ils estiment qu'une trentaine de divisions allemandes sont alors disposées au nord d'Aix-la-Chapelle, menaçant directement la Belgique et les Pays-Bas. Un second groupe d'une vingtaine de divisions dans l'Eifel fait craindre une opération massive à travers le massif ardennais, soit vers l'ouest par Huy et Dinant (en flanc-garde d'une invasion de la Belgique et des Pays-Bas), soit vers le sud par Arlon et Marville (pour contourner la ligne Maginot). Cette menace conduit les Belges à reprendre contact secrètement avec les Alliés, mais les informations échangées demeurent imprécises. Les Français font connaître leur souhait de voir fortifier la position de Wavre à Namur (trouée de Gembloux), condition pour pouvoir s'avancer sur la ligne Anvers-Namur, ce que le commandement belge promet de faire.
Le 15 novembre 1939, à la suite d'une conférence d'état-major le 14 entre Gamelin et Georges, le général en chef signe l'IPS no 8, qui reprend les ordres de septembre (résistance sur la frontière), complétés en novembre (possibilité d'avancer jusqu'à la ligne Anvers–Louvain–Wavre–Namur, soit en partie le long de la Dyle). L'instruction explique que le changement des dispositions belges (mobilisation permanente, renforcement face à l'est et fortification de la ligne Louvain-Namur) « permet maintenant d'espérer que nous disposerons […] d'un temps suffisant pour gagner aussi rapidement que possible la position Anvers–Namur et nous y installer en force ». L'évolution du plan est mentionnée aux Britanniques le 17 ; le même jour, le général Georges signe son IPS no 8, qui détaille les positions à tenir :
- la 7e armée (cinq divisions, dont deux DIM) se déploie en réserve à l'ouest d'Anvers ;
- l'armée belge évacuera le canal Albert pour s'aligner d'Anvers à Louvain ;
- la BEF (quatre divisions) de Louvain à Wavre, le long de la Dyle ;
- la 1re armée (huit divisions, dont deux DLM et trois DIM) de Wavre à Namur, sur la trouée de Gembloux ;
- la partie mobile de la 9e armée (quatre divisions, dont une DIM et une DC) de Namur à Vireux (au sud de Givet, en France), le long de la Meuse[33] ;
- la partie statique de la 9e armée (deux divisions) ne bouge pas de Vireux à Pont-à-Bar (à l'ouest de Sedan), le long de la Meuse[34] ;
- la 2e armée (six divisions, dont une DC) reste le long de la frontière de Sedan à Rochonvillers (cette limite avec la 3e armée du GA2 est déplacée à Longuyon en novembre)[35].

Le premier jour, les groupes de reconnaissance doivent se porter en avant, le gros des DLM (regroupées au sein du corps de cavalerie) arrivant à Gembloux pendant la nuit (pour éviter les attaques aériennes). La deuxième nuit, c'est le tour des DIM, tandis que les DLM se portent en avant sur la Gette. Le troisième jour est consacré aux retranchements ; l'arrivée des autres divisions d'infanterie est prévu au 4e jour, celle des éléments organiques de corps d'armée se poursuivant jusqu'au 8e jour. À l'arrivée au contact des unités allemandes, les DLM doivent refuser l'accrochage pour être mises en réserve pour les contre-attaques. Enfin, sur la frontière franco-belge, des divisions d'infanterie sont maintenues par les 1re et 9e armées sur la position de résistance de Maulde à Pont-à-Bar (près de Sedan). Le 25 novembre, le général Billotte transmet son IPS no 10 prévoyant deux plans d'opération pour le GA1 en Belgique : le « plan Escaut » et le « plan Dyle ».
Comme le plan prévoit de confier un rôle à l'armée belge, une note intitulée Suggestions, non signée par Gamelin mais avec l'en-tête du Grand quartier général français en date du 19 novembre, est envoyée aux Belges. Peu précise, elle confirme l'accord sur l'organisation de la position Wavre–Namur, dans la perspective de la défense, dans un premier temps, sur la Meuse de Liège à Namur puis d'un repli sur la ligne Anvers-Louvain. Le 3 décembre, le général Gamelin fait envoyer une Suite aux suggestions, demandant que l'armée belge coordonne son dispositif avec l'armée néerlandaise,.
Ce manque de communication directe induit chez les commandants alliés un manque de connaissances de l'armée belge et de coordination avec elle, ce qui est préjudiciable à l'exécution du plan Dyle qui repose en partie sur elle, contrairement au plan Escaut.
Une étude pour une progression jusqu'au canal Albert et Meuse de Liège à Namur, sur la ligne de défense des Belges que ceux-ci aimeraient tenir aux côtés des Alliés, est effectuée par le GA1 fin novembre. Une telle progression n'est envisagée dans l'étude qu'une fois que le front Anvers-Namur sera occupé, à partir de celui-ci, et de manière méthodique, devant nécessiter douze jours pour se terminer entièrement. Ceci demeure à l'état de projet et continue à être étudié sans avoir d'influence sur la conception du plan Dyle.

## Évolutions au début de 1940

### Mises en alerte
Le 10 janvier 1940, un avion de liaison allemand est forcé d'atterrir chez les Belges à Mechelen, ce qui permet à ces derniers de saisir des documents évoquant une invasion allemande de tout le Benelux dont le principal axe passerait par Maastricht et comprendrait une opération aéroportée sur Dinant. La date du 14 janvier pour l'invasion est annoncée par les services de renseignement : toutes ces informations sont transmises à Paris et Londres, d'où la mise en alerte le 13 des forces belges, françaises et britanniques. Les unités de tête du GA1 se placent en colonne face à la frontière lors de la nuit du 14, mais le gouvernement belge maintient sa neutralité.
Le 9 avril 1940, une partie des forces armées allemandes se lancent à la conquête du Danemark et de la Norvège. Le 10, les gouvernements français et britanniques font la demande auprès de Bruxelles de pouvoir entrer préventivement en Belgique : le gouvernement belge refuse, voulant préserver sa neutralité, ultime ressource pour ne pas provoquer une attaque allemande. Et ce, malgré la proposition française de marcher jusqu'au canal Albert. Le GA1 et la BEF sont mis en alerte du 11 au 16 avril, les têtes de colonne bordant de nouveau la frontière, tout comme les forces belges qui leur font face (l'état-major belge craignant une attaque brusquée française).
Ces deux crises permettent de vérifier le bon fonctionnement de la mise en alerte des troupes (avec rappel de tous les permissionnaires) et de corriger les derniers soucis logistiques. La moitié des divisions doit se déplacer par ses propres moyens, utilisant environ 70 000 véhicules ; l'autre moitié est principalement déplacée par chemins de fer (dans quelques cas par des noria de camions) : en six jours, 200 000 hommes, 30 000 chevaux, 15 000 véhicules et 120 000 tonnes de ravitaillement et de matériel doivent être expédiés en un millier de convois ferroviaires, à raison de 150 trains par jour. Seule une partie des divisions de la 9e armée doivent se déplacer à pied et à cheval.

### Renforcements
Le printemps 1940 permet de renforcer les forces alliés, avec priorité pour la mécanisation de l'aile gauche marchante. Le GA1 passe d'un total de 29 à 40 divisions, sans compter les forces belges et néerlandaises. La BEF est renforcée par les Britanniques, passant de quatre à neuf divisions d'infanterie, auxquels se rajoutent une brigade mécanisée (1st Armoured Reconnaissance Brigade (en)) et une brigade de blindés (1st Army Tank Brigade (en)), puis à partir du 14 avril leur 1re division blindée (1st Armoured Division, encore à l'instruction). Cette augmentation permet au général Georges d'envisager de lui confier les missions de la 7e armée, mais le secteur confié aux Britanniques le long de la Dyle n'est finalement pas augmenté, le dispositif prévu étant de mettre quatre divisions en ligne et cinq autres en réserve.

Forces britanniques déployées en France
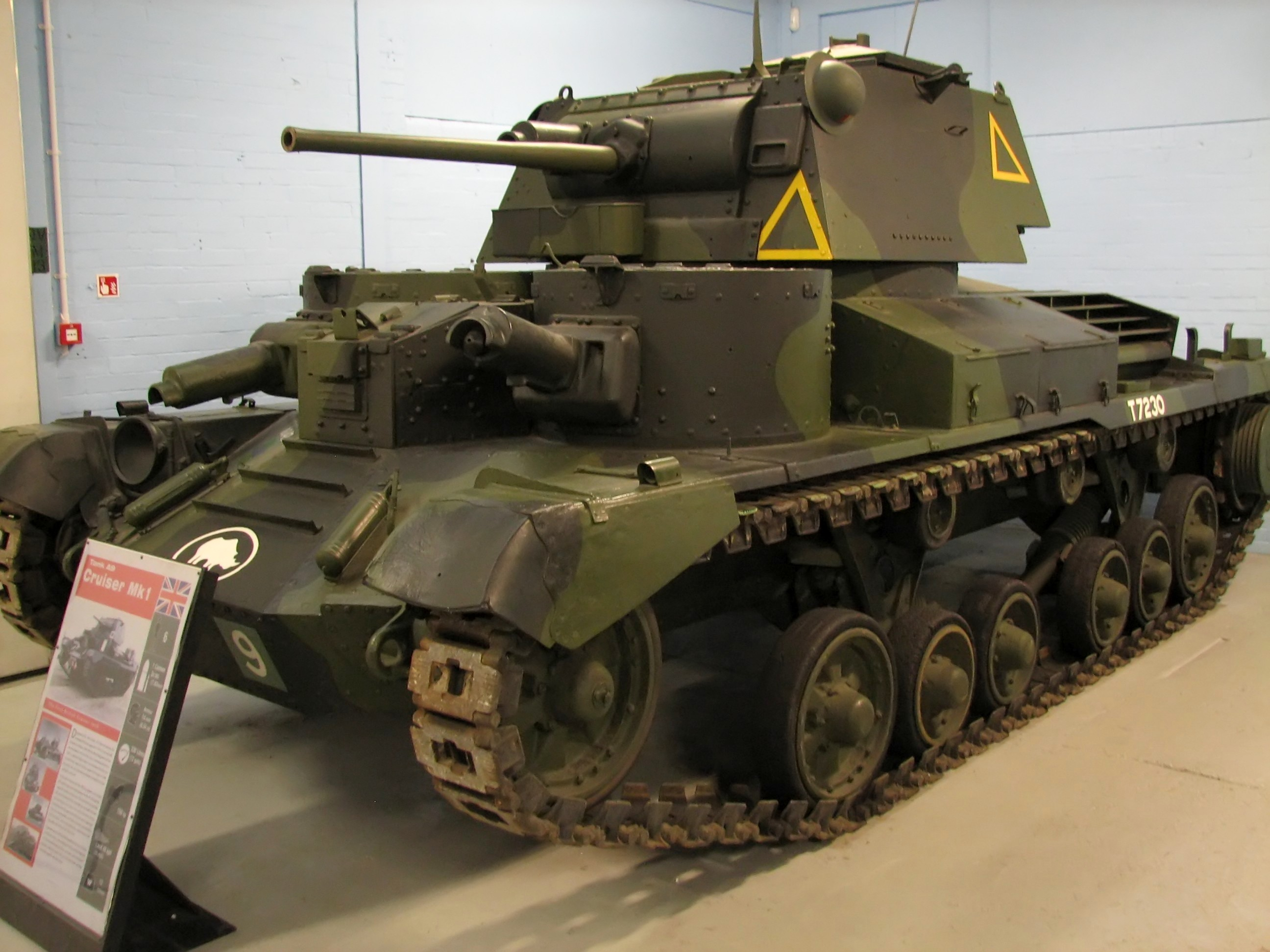
Char Cruiser Mk I (Bovington Tank Museum) : rapide mais peu blindé.
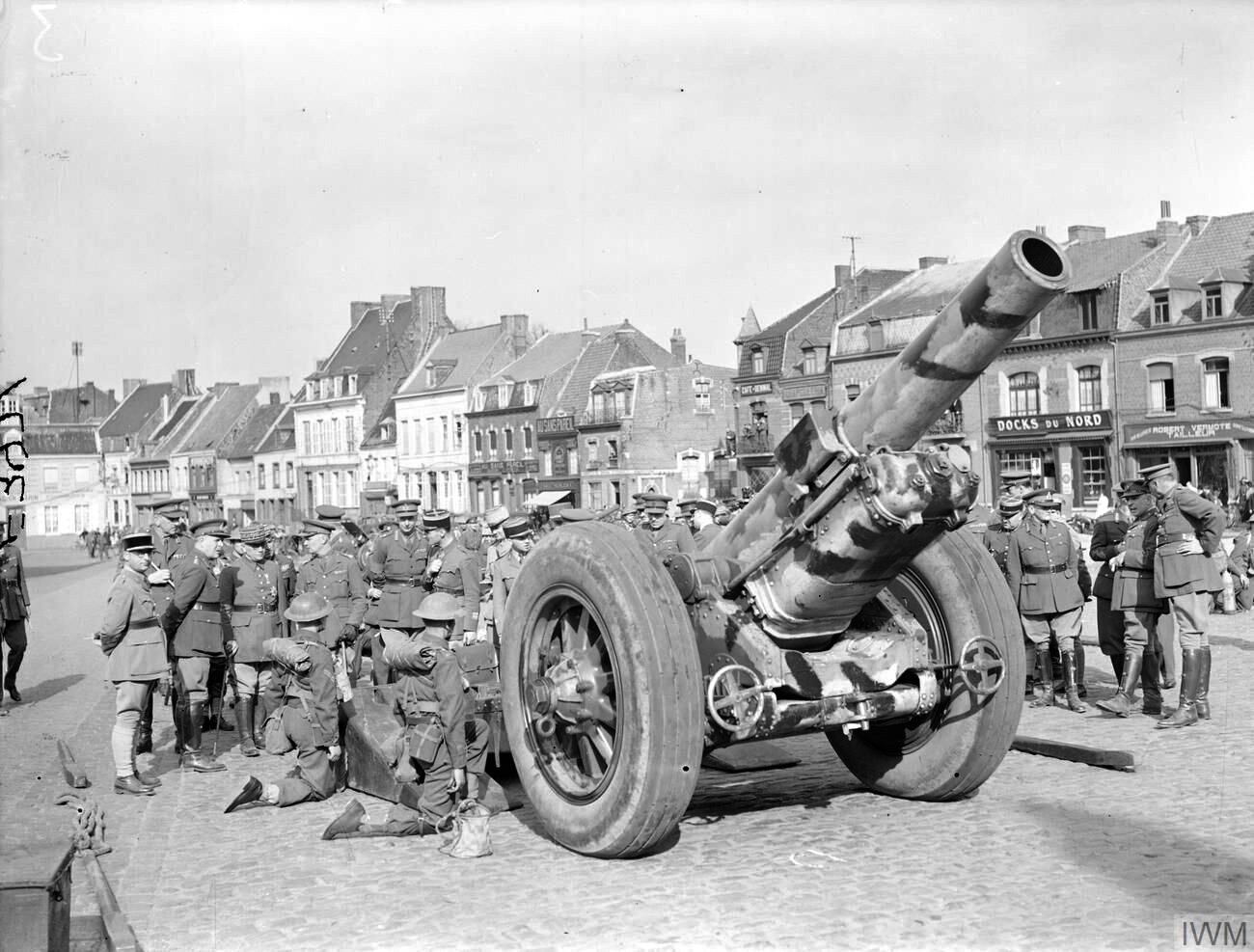
Présentation au général Georges d'un obusier de 8 pouces (en) (203,2 mm), le 23 avril 1940 à Béthune.
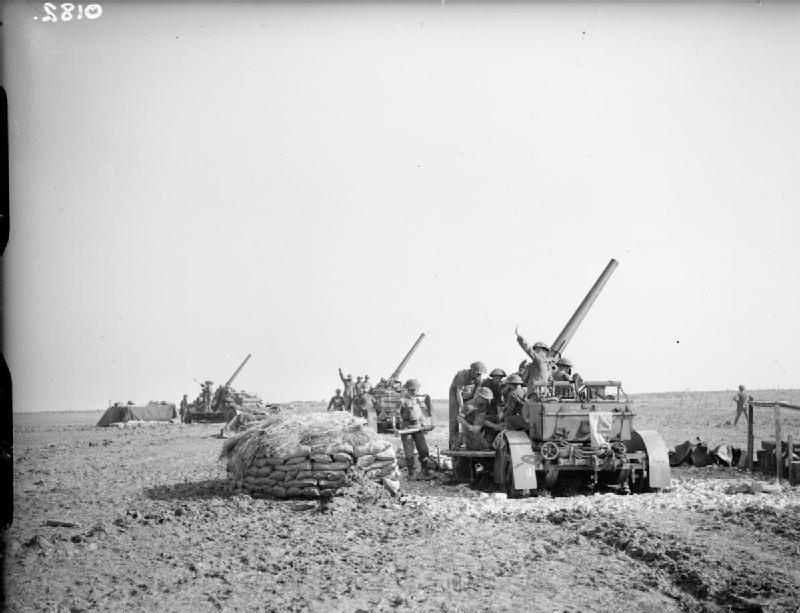
Canons antiaériens de 3 pouces (76,2 mm) sur véhicules, le 19 octobre 1939 à Wanquetin (ouest d'Arras).
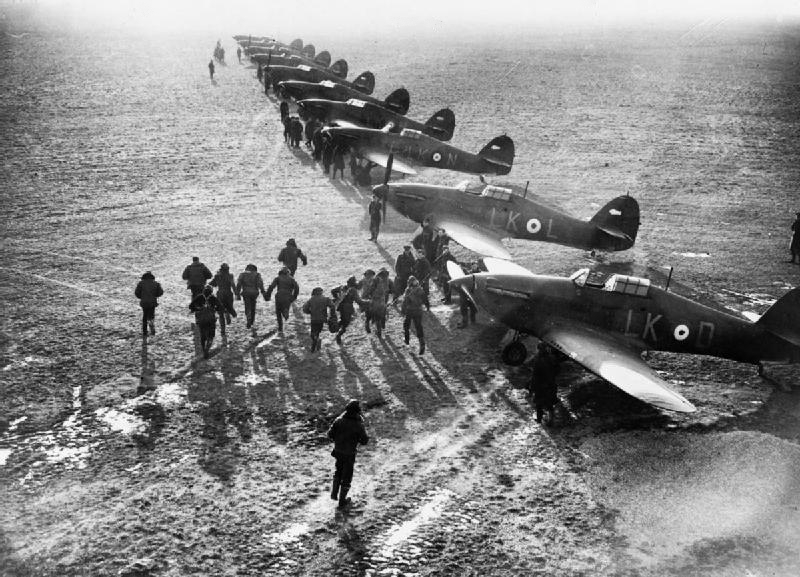
Pilotes de la RAF (No. 87 Squadron, équipé de Hurricane Mk I) en exercice d'alerte à l'aérodrome de Lille–Seclin.

Une nouvelle DLM est créée le 1er février 1940 (la 3e DLM) pour être affectée au corps de cavalerie en remplacement de la 1re DLM qui est elle affectée à la 7e armée à partir de mars. Une division cuirassé de réserve (la 1re DCR, créée en janvier) est affectée à la 1re armée pour servir de force de contre-attaque. Elle doit arriver de Champagne pour être placée en arrière de Gembloux au 6e jour. Le volume de la 7e armée passe à sept divisions (dont une DLM et deux DIM), tandis que la 1re armée est à dix divisions (deux DLM et trois DIM, sans compter la DCR).
Les trois divisions de cavalerie françaises (DC), composées de deux brigades à cheval et d'une brigade mécanisée, sont transformées en mars en cinq divisions légères de cavalerie (DLC). Celles-ci sont plus modestes, avec une brigade à cheval et une brigade motorisée (renforcée avec un bataillon de dragons portés). Deux DLC sont affectées à la 9e armée (4e et 1re DLC), deux autres à la 2e armée (5e et 2e DLC) et une à la 3e armée (la 3e DLC). Ces divisions, épaulées par trois brigades de cavalerie indépendantes et par les groupes de reconnaissance (provenant des corps d'armée ou des divisions d'infanterie), doivent, selon les instructions de Georges du 14 mars et de Billotte du 18 mars, s'avancer dans le massif ardennais belge et luxembourgeois pour retarder l'avance allemande, en pratiquant des destructions et en s'appuyant sur l'Ourthe, la Lesse et la Semois. La 9e armée est forte désormais de sept divisions (dont deux DLC et une DIM), soit autant que la 2e armée.

### Hypothèse Bréda
Ces renforcements des Franco-Britanniques, mais aussi des Belges, permettent une mise à jour des plans, et Gamelin en profite pour relancer l'étude de l'opération vers Bréda. Voyant l'envoi de troupes françaises en pointe jusque dans le Sud des Pays-Bas, la manœuvre a pour but de faire la liaison avec l'armée néerlandaise (de la forteresse Hollande (de)), de menacer en occupant ces positions une attaque allemande contre le canal Albert et donc de sécuriser l'exécution du plan Dyle, et éventuellement pour venir appuyer les Belges sur ce canal,, de consolider le front en lui faisant présenter une ligne plus cohérente de la Suisse à la mer du Nord. Le général Gamelin mentionne le projet le 6 mars 1940 lors d'une inspection de la 7e armée du général Giraud. Le 12 mars, il signe son IPS no 11 qui propose de pousser la 7e armée jusqu'au front Bréda–Saint-Léonard, voire jusqu'au front Tilbourg–Turnhout (un peu plus à l'est). Georges, contraint, signe le 20 mars l'IPS no 9 qui intègre dans le plan Dyle le débouché d'une partie de la 7e armée au nord d'Anvers (plan Dyle–Bréda), envisageant même une hypothétique avancée alliée pour border le canal Albert. Ces directives sont reprises par le général Billotte dans son IPS no 11 du 27 mars, qui fut celle appliquée en mai 1940.
Ce plan Dyle–Bréda reprend le plan Dyle mais avec plus d'ampleur, allant plus loin et avec plus de moyens. Namur passe du secteur de la 9e armée à celui de la 1re armée française ; l'idée de procéder à un parachutage sur Woensdrecht est abandonnée, car les Néerlandais ont renforcé la défense des îles zélandaises avec une brigade ; un régiment d'infanterie et un groupe d'artillerie français doivent être quand même débarqués à Flessingue. La 7e armée doit se concentrer à l'ouest d'Anvers tout en poussant des divisions plus au nord-est : un dispositif en trois échelons est prévu, avec d'abord la couverture mécanisée (la 1re DLM et les groupes de reconnaissance) sur Bréda et Tilbourg, ensuite les motorisés (9e et 25e DIM) qui doivent les rejoindre aux Pays-Bas au 5e jour, enfin les divisions classiques (quatre divisions d'infanterie, dont deux d'active) déployées jusqu'au 9e jour. L'ensemble de ces unités peut ainsi garder le contrôle de la route d'Anvers à Rotterdam passant par Berg-op-Zoom, Woensdrecht, Bréda et Moerdijk (où se trouve le dernier pont sur la Hollands Diep), tout en étant une masse de manœuvre menaçant les forces allemandes lancées en Belgique.
L'opération est rendue incertaine par le fait que Bréda est deux fois plus éloignée de la France que de l'Allemagne, les troupes françaises risquent d'y être devancée par celles des Allemands. D'autant que l'armée néerlandaise et de ses dispositions, les Alliés en savent encore moins que sur celles de la Belgique. Surtout, l'utilisation de la 7e armée prive ainsi le front du Nord-Ouest de sa grande réserve opérationnelle,. Le 14 avril, Georges formule à nouveau à Gamelin ses objections, arguant notamment que les Néerlandais renonçant à défendre la ligne du Peel et de l'incertaine occupation par les Belges du pivot de Turnhout, l'opération n'en serait plus motivé et n'en est que plus risquée. Le lendemain, Gamelin lui répond qu'il est hors de question d'abandonner les Pays-Bas aux Allemands.
Le 14 avril 1940, le plan « Escaut », l'autre plan d'intervention en Belgique, est mis à jour par l'IPS no 10 du général Georges. Ce plan d'intervention plus réduit est conservé comme option minimum si les conditions pour l'application du plan Dyle–Bréda ne sont pas remplies.

## Réalisation en mai 1940
Pour des articles plus généraux, voir Bataille des Pays-Bas, Invasion du Luxembourg, Campagne des 18 jours et Bataille de France.
Le 10 mai 1940 à partir de 4 h 35, des éléments des forces armées allemandes franchissent la frontière avec les Pays-Bas et la Belgique ; les aérodromes sont bombardés, y compris en France. Vers 5 h, le GA1 est mis en alerte. À 6 h 15, le Quai d'Orsay reçoit l'appel à l'aide du gouvernement belge, puis à 6 h 25 celui des Néerlandais. À 6 h 30, le commandant en chef des forces françaises téléphone au commandant du théâtre d'opération Nord-Est :

« – Alors mon général, c'est la manœuvre à la Dyle ?

– Puisque les Belges nous appellent, voyez-vous que nous puissions faire autre chose ?

– Évidemment non. »

— Échange téléphonique entre le général Gamelin et le général Georges, le 10 mai 1940.
À 6 h 35, ordre est donné au GA1 d'entrer en Belgique ; à 6 h 50, l'état-major du général Billotte demande si l'ordre concerne les Pays-Bas ; le GQG précise alors : « hypothèse normale : donc BH », c'est-à-dire Bréda–Hollande. L'ordre est retransmis aux différentes armées et à la BEF.

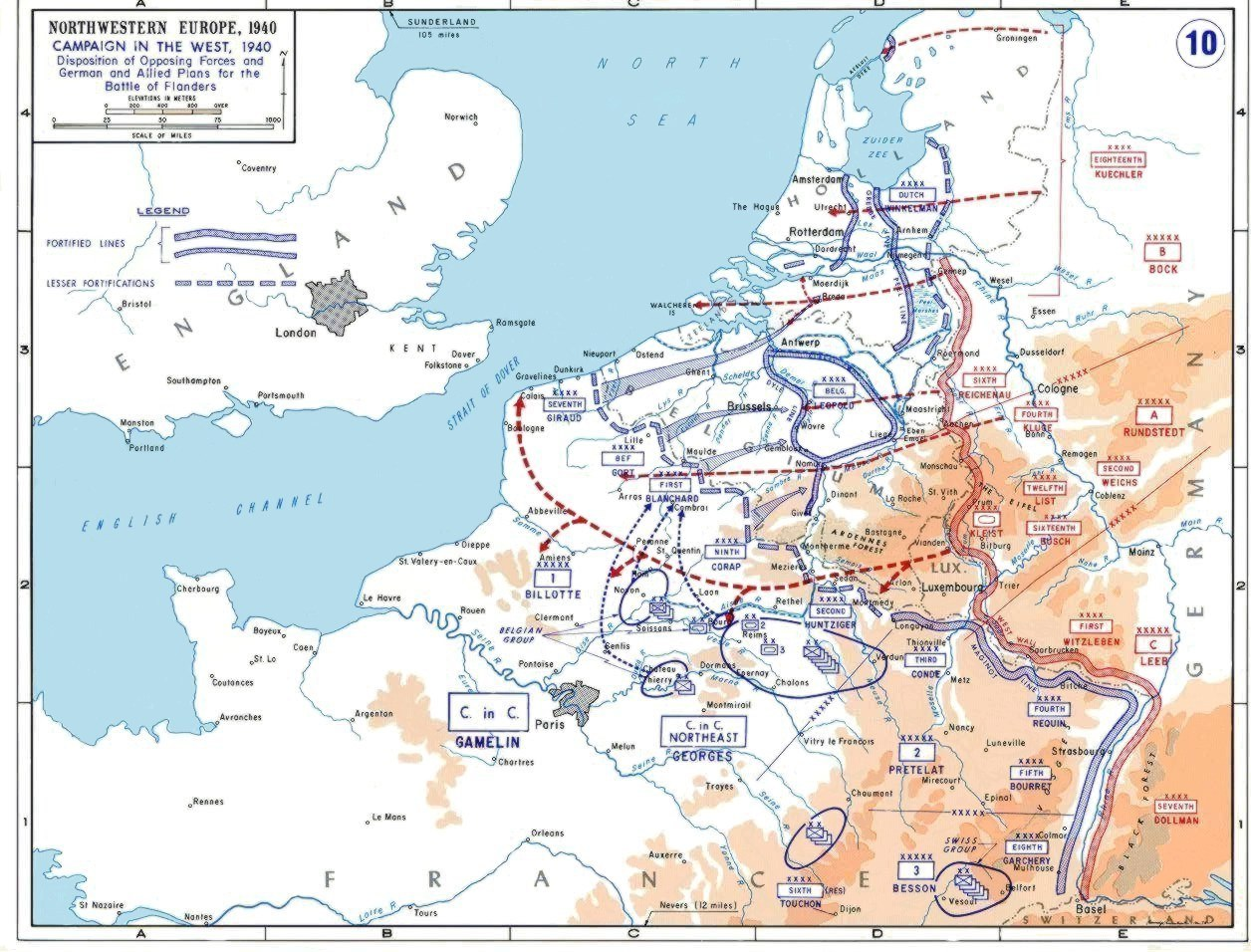
Plans allié et allemand : la manœuvre Dyle contre le Fall Gelb (plan Jaune).

### Couverture par la cavalerie
La mission des unités de la cavalerie française (en partie mécanisée) est de couvrir le déploiement de l'infanterie, si possible pendant cinq jours. À partir du 10 mai 1940, elle se porte donc en Belgique à la rencontre des forces allemandes, en avant de la « position de résistance ».

#### 10 mai
Les colonnes françaises et britanniques démarrent dans la matinée du 10 mai, groupes de reconnaissance (GR) en tête. À la 7e armée française, le groupement Beauchêne (composé de trois GR) franchit la frontière vers 10 h, atteint Terneuzen à 16 h et traverse l'estuaire de l'Escaut en bac pour s'installer sur les îles de Zélande, rejoints vers 21 h par un bataillon d'infanterie débarqué à Flessingue. La 1re DLM et deux autres GR traversent Anvers à 18 h, atteignant Bréda à 3 h du matin et Tilbourg à 4 h. En fin d'après-midi, le général Giraud installe son PC près de Saint-Nicolas.
Au Corps expéditionnaire britannique, les automitrailleuses Morris CS9 (en) du 12e Lanciers (en) franchissent la frontière à 13 h, suivies par les unités de reconnaissance des divisions. Ils atteignent les rives de la Dyle en fin d'après-midi. À la 1re armée française, le corps de cavalerie démarre en avance et atteint Gembloux au crépuscule, au moment où les DIM se mettent à leur tour en route. La 1re DCR est dirigée sur Charleroi, par train pour les chars et par la route pour le reste.
À la 9e armée française, les unités de cavalerie (4e et 1re DLC) passent sur la rive droite de la Meuse, mais sont retardées par les destructions réalisées par les chasseurs ardennais belges. La cavalerie de la 2e armée (5e et 2e DLC) est elle aussi rapidement freinée, notamment sur sa droite où la 2e division est d'abord bloquée par les destructions belges, puis par les petits groupes allemands de l'opération « Niwi » (déposés par des avions légers dans le but de prendre Nives et Witry). Plus au sud, la tête de colonne de la 10. Panzer-Division, rencontrée dès midi au nord d'Arlon, contraint la 2e division française de cavalerie à se replier derrière la Semois en soirée. À la 3e armée française, la cavalerie (3e DLC) est arrêtée dès qu'elle a franchi la frontière entre la France et le Luxembourg.

Franchissement des cours d'eau par les troupes allemandes
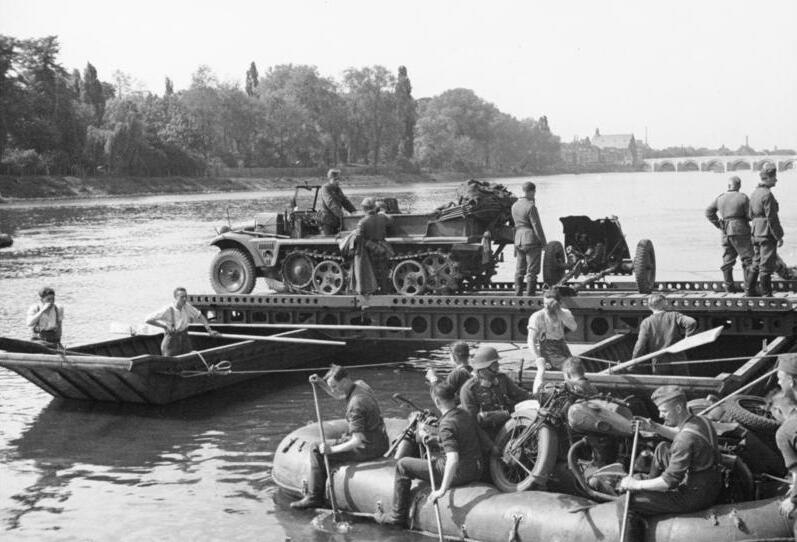
Franchissement de la Meuse à Maastricht sur un ponton et sur un radeau pneumatique, le 10 mai.
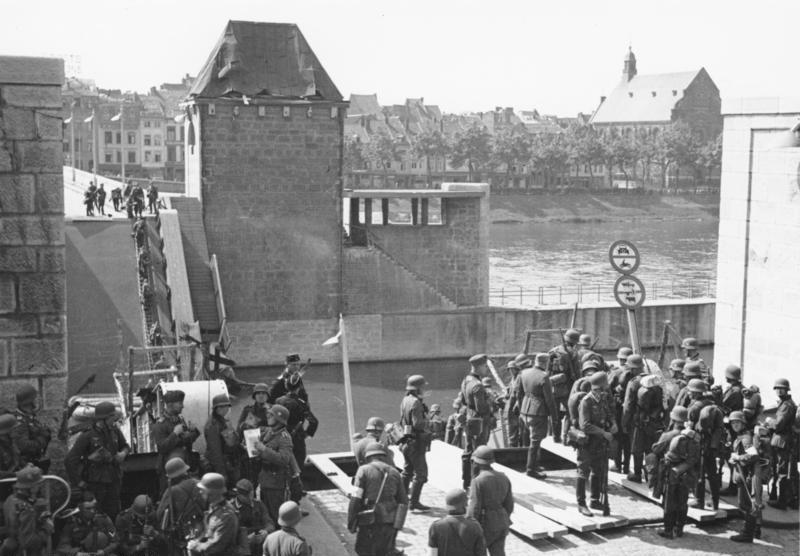
Passage de la Meuse de Maastricht sur une passerelle le 10 mai, en attendant le rétablissement du Wilhelminabrug détruit.
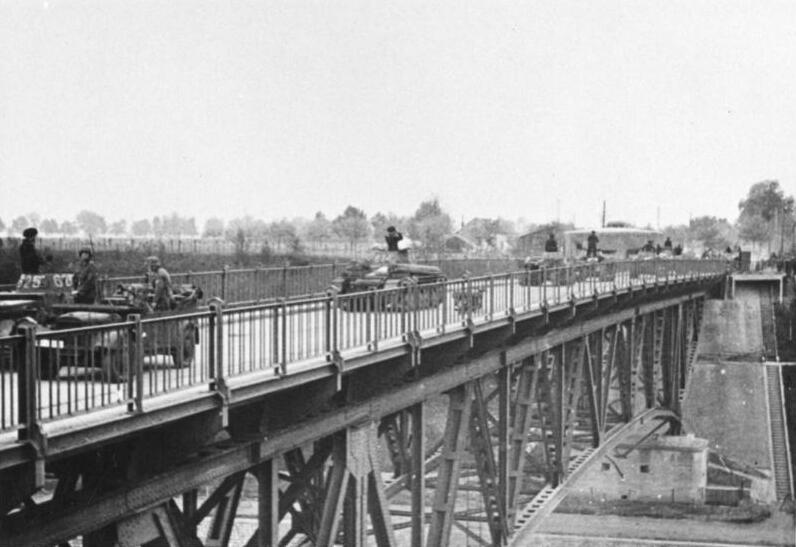
La 4e division blindée allemande franchissant le canal Albert le 11 mai sur le pont de Veldwezelt pris intact.
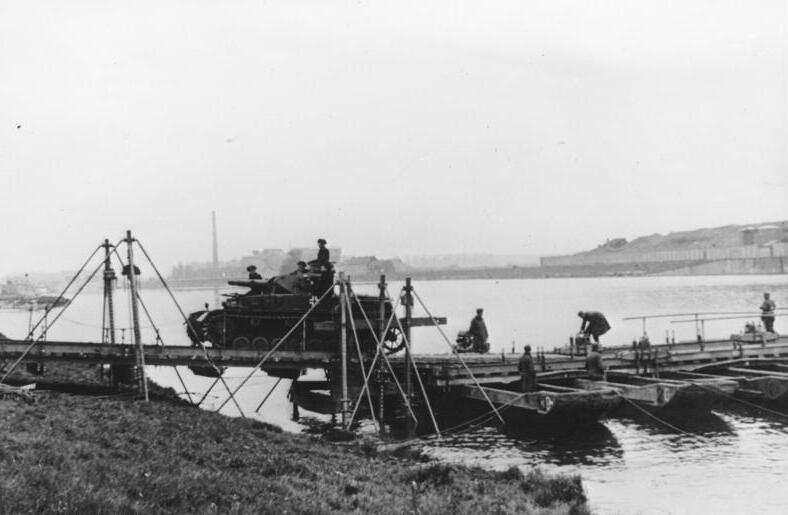
Un Panzer IV traversant la Meuse néerlandaise sur un pont de bateau, le 16 mai.

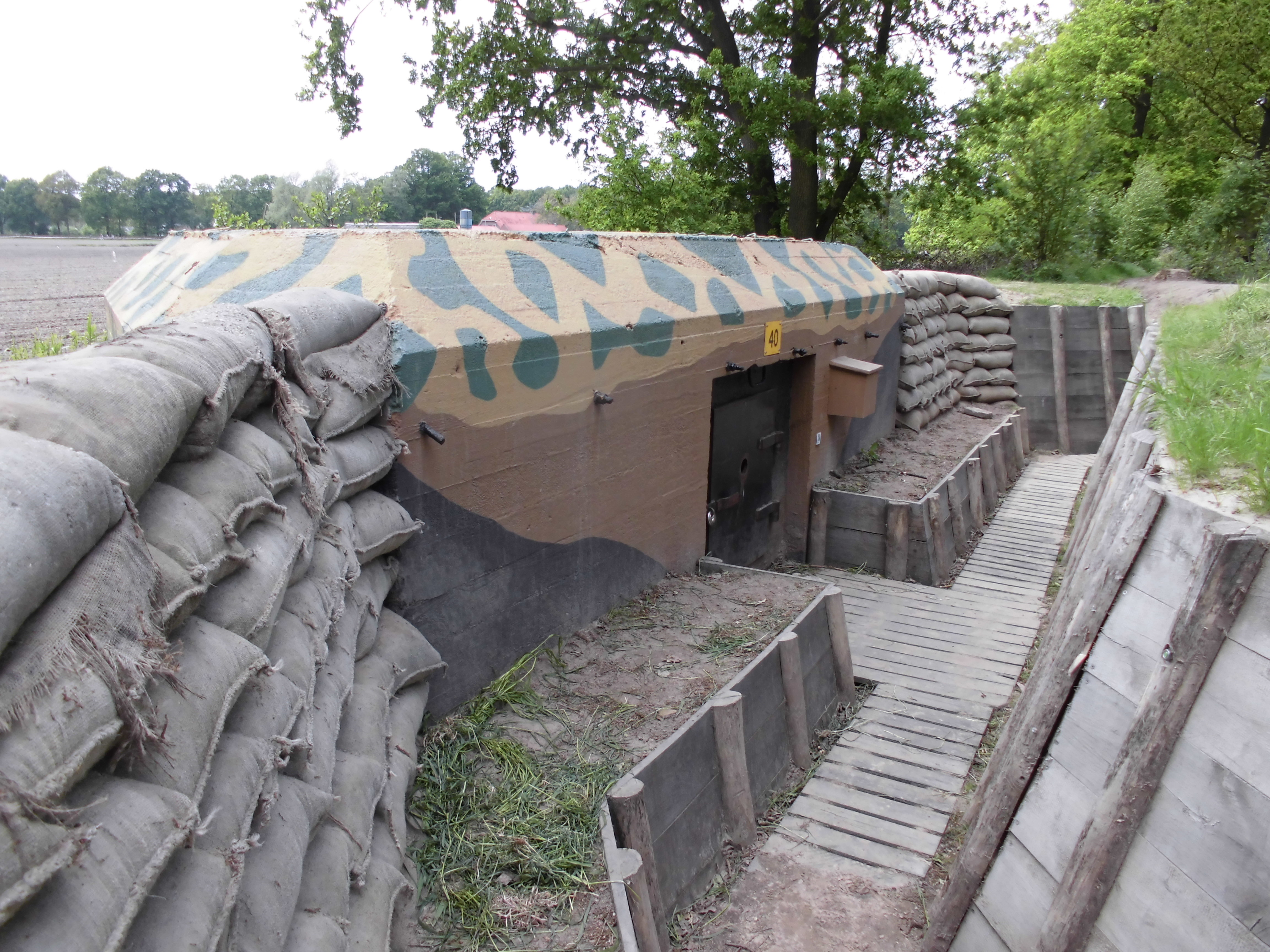
Les fortifications néerlandaises n'empêchèrent pas l'invasion allemande ; ici une casemate de la ligne de la Grebbe ('), à l'est d'Amersfoort.

Les Néerlandais et les Belges sont bien plus en difficulté, dès le 10 mai. L'attaque allemande aux Pays-Bas et dans la plaine Belge (au nord de Namur) est confiée au groupe d'armées B (18e et 6e armées, comprenant trois divisions blindées), dont l'action est facilitée par l'envoi de douze bataillons aéroportés (parachutés ou déposés en avions), chargés de s'emparer des principaux ponts (de Moerdijk, Dordrecht et Rotterdam) pour faciliter l'attaque de la Vesting Holland (nl). Ce sont aussi des troupes spéciales qui prennent un pont sur la Meuse à l'extrême sud-est du Limbourg néerlandais et qui s'emparent de trois ponts sur le canal Albert au nord-est de la Belgique, ce qui ouvre le passage aux chars allemands. Sous les bombardements conjugués de l'artillerie et de plusieurs escadrilles de bombardiers belges, puis britanniques et françaises, un des ponts s'écroule, mais le passage des troupes allemandes n'est pas entravé. D'autre part, dès le matin, d'autres troupes spéciales utilisant un explosif nouveau, les charges creuses, neutralisent trois coupoles principales du fort d'Ében-Émael. Une coupole continuera à tirer sur les ponts, mais le fort sera pris le lendemain. 
Mais c'est tout au sud du front que se déroule l'attaque principale par les colonnes du groupe d'armées A allemand (4e, 12e et 16e armées), avec cinq divisions blindées en tête, suivies par deux autres et par trois divisions d'infanterie motorisée. Venant du Luxembourg, qui n'a pas d'armée, leur but est de foncer vers la Meuse.
Ces unités allemandes se heurtent aux chasseurs ardennais en plusieurs points (notamment Bodange où la 1. Panzerdivision fut arrêtée pendant huit heures) tout en étant légèrement ralenties par les abattis et les cratères pratiqués systématiquement par les Belges. C'est devant ce qui parait représenter un risque de ralentissement de l'attaque allemande, que le maréchal Göring convainc l'état-major allemand d'improviser l'opération connue sous le nom de NiWi : cent avions légers de reconnaissance capables d'utiliser des terrains improvisés déposent des troupes sur les arrières des Belges, en Ardenne. Quelques avions ayant été déroutés ou abattus par la DCA, d'autre ayant capotés à l'atterrissage, l'opération n'a qu'un succès limité consistant à couper des lignes téléphoniques, car les assaillants, qui sont dispersés dès leur arrivée, doivent se replier devant des chars légers belges pour se heurter ensuite à des troupes françaises dans la région de Neufchâteau avant de finalement se replier vers les unités allemandes.

#### 11 mai
Le 11 mai à midi, étant donné le développement rapide des têtes de pont allemandes sur le canal Albert, le général belge Van Overstraeten ordonne le repli des forces belges sur la ligne Anvers–Namur, à partir de la nuit de 11 au 12. Le GQG français apprend au matin la prise des ponts et en fin d'après-midi le repli belge : le dispositif allié, qui devait avoir quatre ou cinq jours pour s'installer en Belgique, n'a plus que deux jours avant d'être au contact des forces allemandes. L'instruction générale no 12 du général Georges maintient l'exécution du plan Dyle : la mission est de « livrer la bataille définitive, toutes forces réunies sur la ligne Anvers, Louvain, Namur, Mézières […] tous les efforts doivent tendre à porter au plus tôt les gros sur cette ligne […] Pour cela, il importe de continuer à gagner du temps par une action retardatrice puissante s'exerçant sur les directions Maastricht, Tongres, Gembloux (1re urgence) puis Marche–Dinant et Neufchâteau–Carignan ». La cavalerie doit désormais effectuer des coups d'arrêt « brutaux » pour gagner du temps ; des renforts sont envoyés, la 6e DI vers le secteur de la Crusnes (3e armée), la 1re DIC vers Dun (2e armée) et la 32e DI vers Maubeuge (1re armée).
À 11 h 45, le commandant du GA1 donne l'ordre d'accélérer le mouvement en se déplaçant de jour comme de nuit. Les divisions d'infanterie motorisée (DIM) françaises et les brigades britanniques de tête arrivent sur la position Anvers–Namur en fin de journée, remplaçant les unités de cavalerie qui se portent plus en avant sur la Gette et la Mehaigne entre Tirlemont et Huy. À Louvain, la 10e division belge du général Pire refuse de laisser la place à la 3e division britannique ; le secteur affecté aux Britanniques nécessite qu'ils traversent Bruxelles, alors que celle-ci est déclarée ville ouverte car elle ne contient plus aucune troupe ni n'abrite d'industrie de guerre, d'où des protestations de Van Overstraeten : la coordination alliée pose quelques problèmes. Les avant-gardes du 3e corps français (appartenant à la 1re armée) arrivent à La Baraquerie (entre Wavre et Perbais), découvrant que le barrage antichar belge est défectueux ; son commandant préfère installer la position sur la Dyle jusqu'à Limal. Au 4e corps voisin, qui s'aligne comme le 5e corps le long de la voie ferrée de Mont-Saint-Guibert à Namur, le barrage Cointet est inexistant.
Dans le massif ardennais, la cavalerie française se fait repousser par les colonnes blindées allemandes. À la 2e armée, après la 2e DLC à Arlon le 10 mai, c'est au tour le 11 de la 1re brigade de cavalerie d'être attaquée à Suxy puis à la 5e DLC d'être enfoncée autour de Neufchâteau et de Bertrix par la 1re division blindée allemande (1. Panzerdivision : 1. PzD). Ces unités françaises se replient derrière la Semois, poursuivies par les Allemands jusqu'à Bouillon ; tous les ponts sautent. À la 9e armée, la 3e brigade de spahis est repliée elle aussi derrière la Semois pour s'aligner avec la cavalerie de la 2e armée, tandis que les 1re et 4e DLC affrontent les éléments de tête des 5. PzD et 7. PzD autour de Marche ; le soir, les deux divisions de cavalerie reçoivent l'ordre de battre en retraite lentement vers la Meuse. Sous cette protection, l'aile gauche de la 9e armée commence son déplacement pour s'aligner le long du fleuve, de Wépion (au sud de Namur) à Revin (au sud de la pointe de Givet).

#### 12 mai
Le 12 mai, les forces allemandes arrivent au contact des éléments français envoyés aux Pays-Bas : la 9. PzD fait sa jonction avec les parachutistes tenant le pont de Moerdijk ; la division motorisée SS attaque le 4e régiment de dragons portés de la 1re DLM déployé le long du Reusel (couvrant Turnhout). La 7e armée française reçoit l'ordre de se replier autour d'Anvers pour la nuit du 12 au 13 : le plan Bréda est abandonné. Plus au sud, le 16e corps blindé allemand (XVI. Armee-Korps (mot.) du général Hoepner), qui est encore en train de faire franchir la Meuse puis le canal Albert à sa 3. PzD, envoie sa 4. PzD vers Hannut. Cette division blindée allemande, soutenue par les bombardiers du VIII. Fliegerkorps, attaque le 12 le dispositif défensif de la 3e DLM, notamment les points d'appui installés dans les villages de Crehen et de Thisnes, qui finissent par être évacués le 12 mai 1940,le lt-Colonel Georges Hillion (1909-1977)adjudant à la bataille de Thisnes est le seul rescapé de son peloton de char, couvert de 26 blessures il sera transporté à l’hôpital de Liège, puis sera prisonnier des allemands. Rapatrié chez lui au Château de Locoyarne (Hennebont, Morbihan)il sera en 1943 commandant de la 1re Compagnie du 7e Bataillon FFI.     Derrière cette couverture, l'infanterie de la 1re armée poursuit son déploiement avec six divisions en ligne : les trois DIM sont au complet en soirée, les trois autres divisions d'infanterie au tiers.
Dans le secteur de la 9e armée française, les 4e et 1re DLC en mission retardatrice se font repousser dans la matinée par le 15e corps blindé allemand (XV. AK du général Hoth : 5. PzD et 7. PzD). La cavalerie française retraverse la Meuse dans l'après-midi sans avoir pu ralentir la progression allemande (« C'est bien tôt » note le général Georges dans son journal). Sur la rive gauche, les divisions d'infanterie françaises ne sont pas encore au complet en soirée, alors que les divisions blindées allemandes se massent le long du fleuve ; dans la nuit, des éléments allemands s'infiltrent sur l'autre rive. Dans le secteur de la 2e armée, les unités blindées allemandes repoussent la cavalerie des rives de la Semois dès 8 h, traversent la frontière franco-belge et débouchent de la forêt face à Sedan en milieu de journée ; tous les ponts sur la Meuse sautent. L'état-major de la 2e armée signale qu'« il semble que l'ennemi ait porté sur cette direction [l'axe Bouillon–Sedan] la masse de ses forces blindées » ; de l'artillerie lourde et des blindés (deux bataillons) sont envoyés en renfort au sud de Sedan.
Au GQG français, les identifications des unités allemandes (grâce à des prisonniers) commencent à arriver : la 9. PzD est repérée dans le Sud des Pays-Bas, la 4e et la 3e à l'ouest de Maastricht, la 7e à Marche et la 1re devant Sedan. En conséquence, des divisions de réserve sont envoyées en renfort dès le matin : la 1re armée obtient la 43e DI et la 1re DINA, la 9e reçoit la 53e DI tandis que la 2e est renforcée par la 1re DIC. Dans l'après-midi, la 2e armée obtient en plus la 3e DIM et la 3e DCR. La 9e armée avance ses réserves (4e DINA vers Philippeville et 53e DI vers Mézières), tandis que la 2e armée rajoute la 71e DI en première ligne.

### Combats sur la position
Les forces allemandes abordent la « position de résistance » en avance sur les prévisions françaises (le canal Albert est franchi en 36 heures, les Ardennes en seulement trois jours), attaquant dans la foulée d'Anvers à Sedan.

#### 13 mai

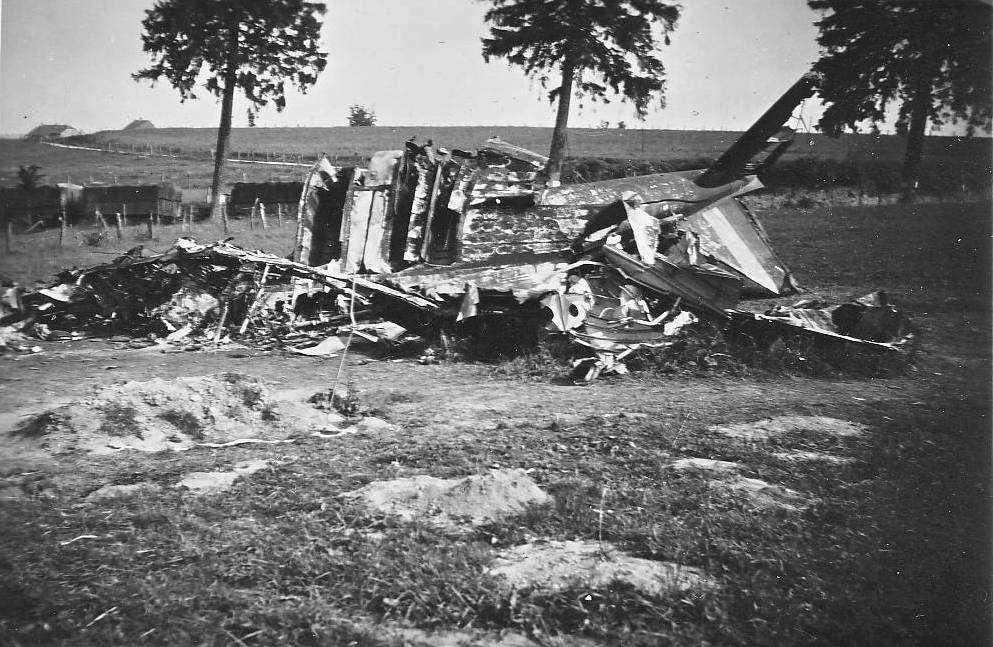
Reste d'un bombardier Fairey Battle britannique, abattu par les Allemands. L'aviation et la Flak allemandes contrôlent les airs.

Le 13 mai, la 7e armée française se replie tout en restant au contact avec les forces allemandes. L'armée belge poursuit son repli sans être attaquée ; quatre de ses divisions sont en place autour d'Anvers, quatre autres de Lierre à Louvain sur la ligne KW et une dizaine d'autres se regroupent derrière. Le Corps expéditionnaire britannique est en place, avec trois divisions en première ligne. La 1re armée termine elle aussi son déploiement, avec six divisions d'infanterie en première ligne. La 3e DLM est de nouveau attaquée à partir de 11 h, mais cette fois par les deux divisions blindées du XVI. AK : le corps de cavalerie français se replie de quelques kilomètres sur Perwez dans l'après-midi avec de fortes pertes pour la DLM impliquée.
La situation est plus difficile à la 9e armée, où la position est percée et où les divisions sont massivement harcelées par les bombardiers allemands. Les fantassins du XV. AK forment des têtes de pont autour de Houx et de Dinant, face à des unités des 5e DIM (déployée de Wépion à Anhée) et 18e DI (responsable d'Anhée à Hastière-Lavaux) qui essayent de colmater. Dans la soirée, une modeste contre-attaque avec une compagnie de chars R35 ne débouche pas, faute d'infanterie.
Plus au sud, la partie statique du front de la 9e armée, défendue par la 102e DIF, est attaquée par les premiers éléments de la 3. ID à Nouzonville et de la 6. PzD à Monthermé, où une petite tête de pont est formée. Encore plus au sud-est, à la 2e armée, la 55e division française en place devant Sedan est pilonnée à partir de 11 h par les bombardements aériens du II. Fliegerkorps qui font office de préparation d'artillerie ; à 15 h, l'infanterie de la 1re PzD franchit la Meuse à Sedan, suivit en soirée par celle de la 2. PzD à Donchery et de la 10. PzD à Wadelincourt (les trois divisions du XIX. AK du général Guderian). La réponse française est d'abord d'ordonner le colmatage avec les 5e et 2e DLC, tandis que la contre-attaque des réserves du 10e corps, comprenant deux bataillons de chars, est bloquée par la désorganisation des arrières.
L'état-major du GA1 est mis au courant de la percée de Houx à 13 h et prescrit la contre-attaque prévue en pareil cas avec les réserves des corps d'armée concernés. Billotte rend compte à 18 h 30 au général Georges, précisant que « si elle ne réussit pas, l'affaire sera reprise demain matin avec la 4e DINA, avec les chars au besoin ; le GA1 engagerait la 1re DCR ». Le GQG français dirige de Maubeuge vers Charleroi (derrière la 9e armée) les 1re DINA, 43e DI et 1re DCR, tout en confiant à la 2e armée les 3e DIM, 3e DCR et 1re DIC (regroupées au sein du nouveau 21e corps).

#### 14 mai
Le 14 mai, la défense néerlandaise s'effondre face à la 18e armée allemande, notamment à Rotterdam et à Utrecht : le général Winkelman annonce la cessation des combats, avant de signer la capitulation le 15. Le 26e corps allemand attaque les Français à Berg-op-Zoom (défendu par un groupe de reconnaissance) et au sud de Roosendaal (25e DIM), tandis qu'une partie de la 7e armée (1re DLM, 9e DIM et 4e DI) repart vers la France. Les unités de tête du 11e corps allemand sont repoussées par des éléments belges et britanniques (de la 3rd Infantry Division) à Louvain. À la 1re armée, le dernier régiment arrive sur la position au matin, après 45 km de marche forcée (les camions n'étaient pas disponibles), quelques heures avant l'attaque allemande. Juste devant la position, la 3e DLM du corps de cavalerie toujours en couverture reçoit de nouveau l'attaque du XVI. AK de Hoepner (en tête de toute la 6e armée allemande), ce dernier fini par atteindre la position de résistance à Ernage, Gembloux et Beuzet tenu par la 15e DIM du général Juin qui résiste.

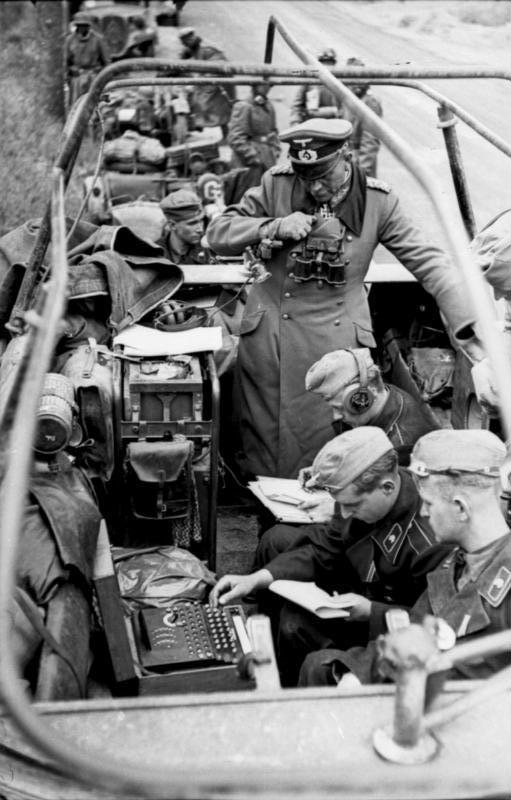
Le général Guderian, chef du blindé allemand, dans son véhicule de commandement.

Plus au sud, les trois corps blindés du groupe d'armées A allemand (commandé par le général von Rundstedt) élargissent leurs trois têtes de pont sur la Meuse : le XV. AK (les 5. PzD et 7. PzD) à Dinant, le XLI. AK (les 6. PzD et 8. PzD) à Monthermé et le XIX. AK (les 1. PzD, 2. PzD et 10. PzD) à Sedan. Au nord, les 18e et 22e divisions françaises de la 9e armée ne peuvent colmater car elles sont disloquées par les bombardements et les blindés allemands, ces derniers venant de franchir le fleuve ; quant aux renforts destinés à contre-attaquer, ils ne peuvent que se déployer en position défensive loin du front, gênés par les embouteillages et les bombardements, la 4e DINA autour de Philippeville et la 1re DCR à Flavion. Plus au sud, à Bulson et à Chéhéry près de Sedan, la contre-attaque des réserves du 10e corps français (celui formant la gauche de la 2e armée) avec deux régiments d'infanterie soutenus par des chars FCM 36 (du 4e et du 7e BCC) est repoussée dès le matin par les unités de la 1. PzD. Le nouveau 21e corps français (3e DCR et 3e DIM) reçoit à 4 h l'ordre d'« attaquer avec le plus grand esprit de sacrifice en direction de Sedan pour rejeter l'ennemi à la Meuse » ; l'attaque est remplacée dans l'après-midi par du colmatage au côté de la 5e DLC. Au soir, les 55e et 71e divisions françaises cessent d'exister.
Dans la nuit du 14 au 15, le commandant de la 9e armée, le général Corap, annonce au général Billotte que « la retraite prend l'allure d'un reflux général poursuivi par les blindés », demandant de pouvoir replier toute son armée. Le commandant du GA1 appelle alors le général Georges, lui proposant de confier la 9e au général Giraud (alors commandant de la 7e) : « la situation de la 9e armée est critique… il est préférable de donner la 9e armée au général Giraud, dont l'énergie est connue… » Après avoir obtenu l'accord de Gamelin et du gouvernement, Giraud reçoit l'ordre de rejoindre Vervins. 

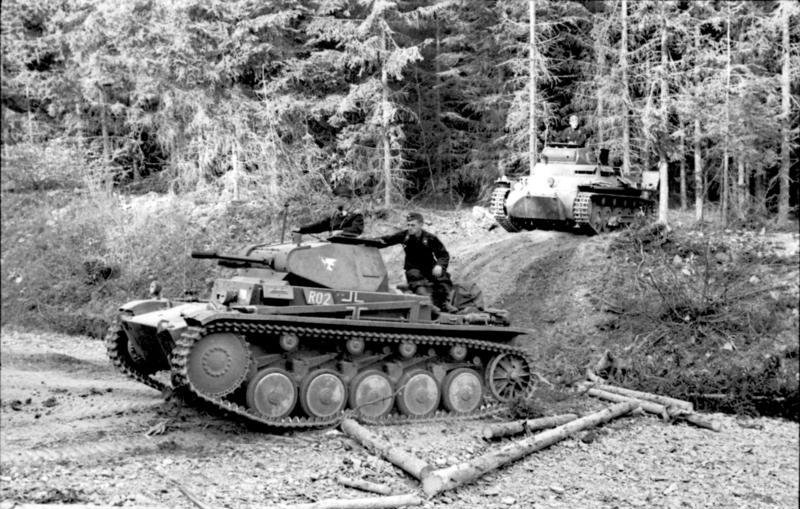
Chars légers allemands (Panzer I et Pz II) sortant des bois.
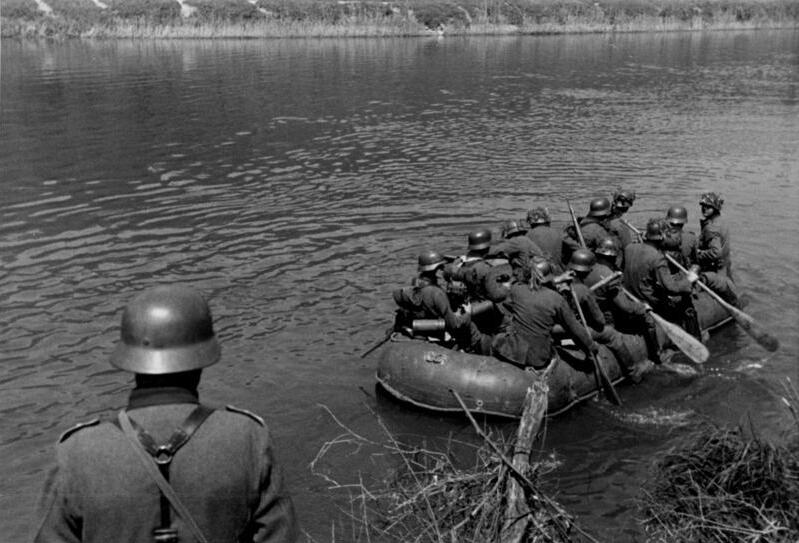
Franchissement de la Meuse à Aiglemont le 14 mai.

### Victoires allemandes

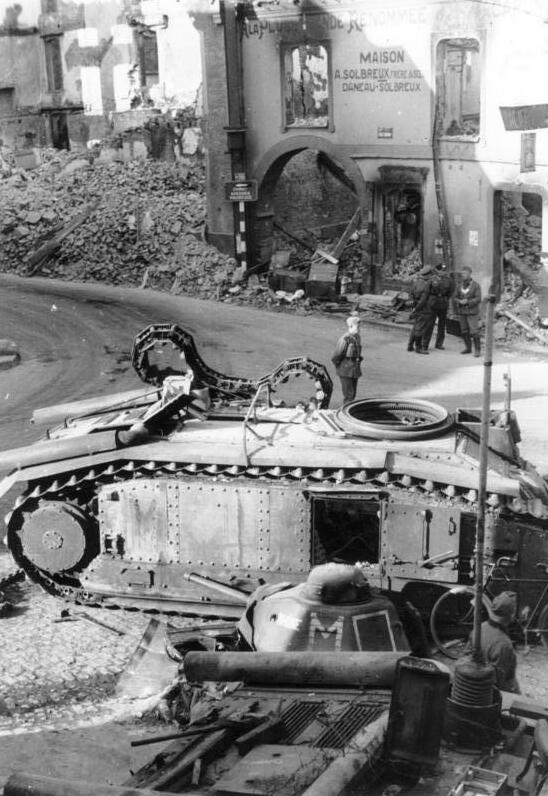
Char français lourd (le B1 bis no 309 Rhône du 37e BCC de la 1re DCR) saboté le 16 mai à Beaumont.

Le 15 mai, les divisions d'infanterie du groupe d'armée B allemand sont au contact des positions belges et britanniques le long de la Dyle, avec des combats notamment à Louvain et à Wavre. Au nord de Gembloux, le corps Hoepner repart à l'attaque, épaulé par une division d'infanterie allemande (la 31. ID), affrontant le dispositif français (2e DINA, 1re DIM, division marocaine et 15e DIM) qui résiste au choc.
Mais la percée du groupe d'armées A allemand plus au sud menace les forces alliés alignées en Belgique ; la première mesure de protection est de replier le 5e corps français (formant la droite de la 1re armée) sur le canal Bruxelles-Charleroi : l'ordre est donné dans la matinée (ordre no 16 du GA1), avec mise en application dans l'après-midi. Vers 20 h, les deux autres corps de la 1re armée (3e et 4e CA) reçoivent l'ordre de se replier vers le sud pour se positionner sur la frontière française à partir de la nuit du 15 au 16. Les Britanniques et les Belges doivent se replier vers le sud-ouest en conservant un lien avec les Français (ordre du GA1 no 18 le 16 mai), en trois phases, d'abord sur le canal de Bruxelles à l'Escaut (nuit du 16 au 17), ensuite sur la Dendre (nuit du 17 au 18) et enfin sur l'Escaut (nuit du 18 au 19). La position de la Dyle est abandonnée, le plan du même nom est un échec.
Pendant ce temps, les trois corps blindés allemands qui ont percée le front français de Dinant à Sedan foncent vers l'ouest pour encercler les forces du GA1, suivies par les divisions d'infanterie des 4e, 12e et 16e armées allemandes qui se chargent de maintenir ouvert le couloir. Philippeville est prise le 15, Le Cateau le 17 (après un raid de 50 km en une journée) ; Abbeville et le rivage de la Manche sont atteints le 20.

La percée des Ardennes et l'encerclement du GA n° 1
Du 10 au 16 mai.
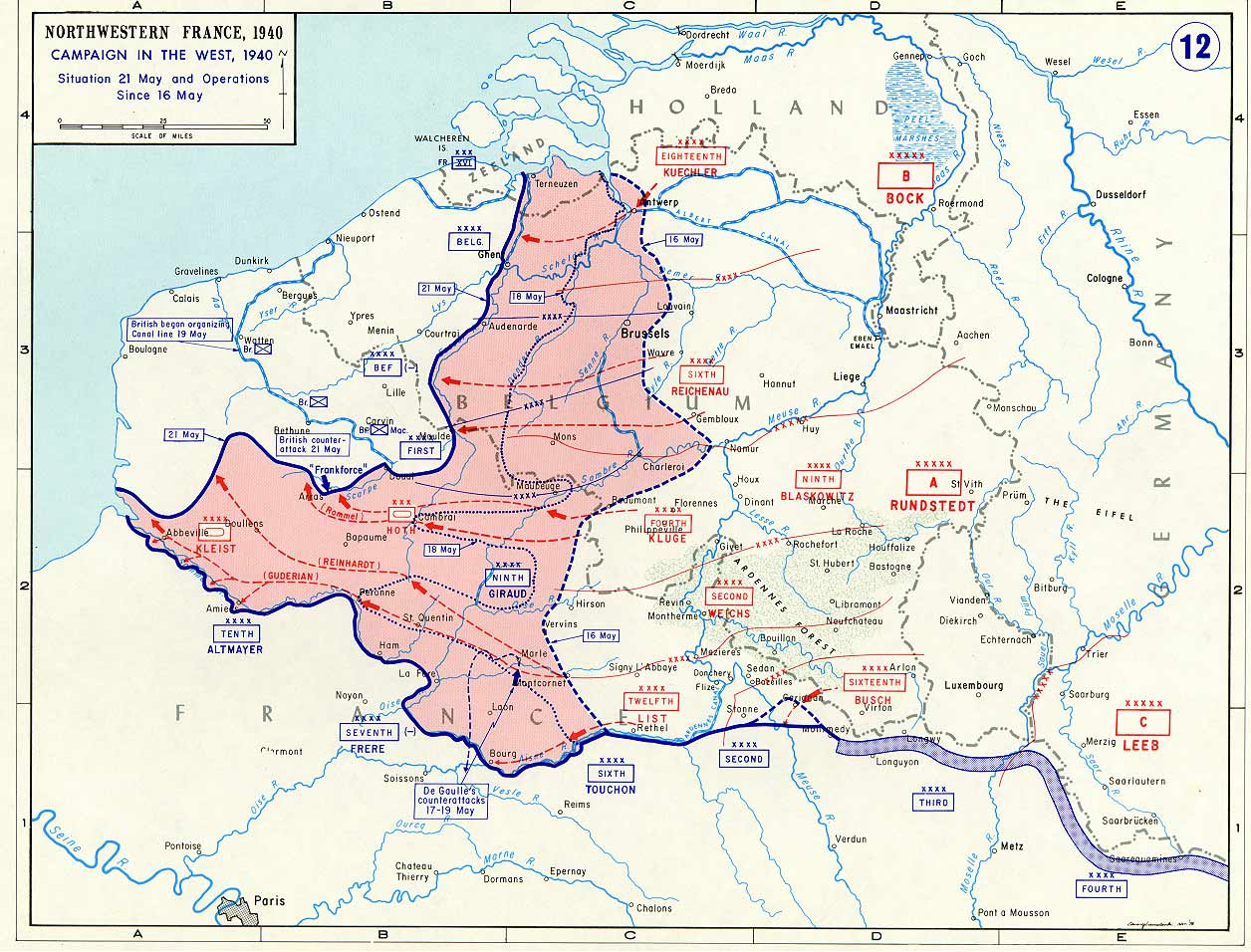
Du 16 au 21 mai.
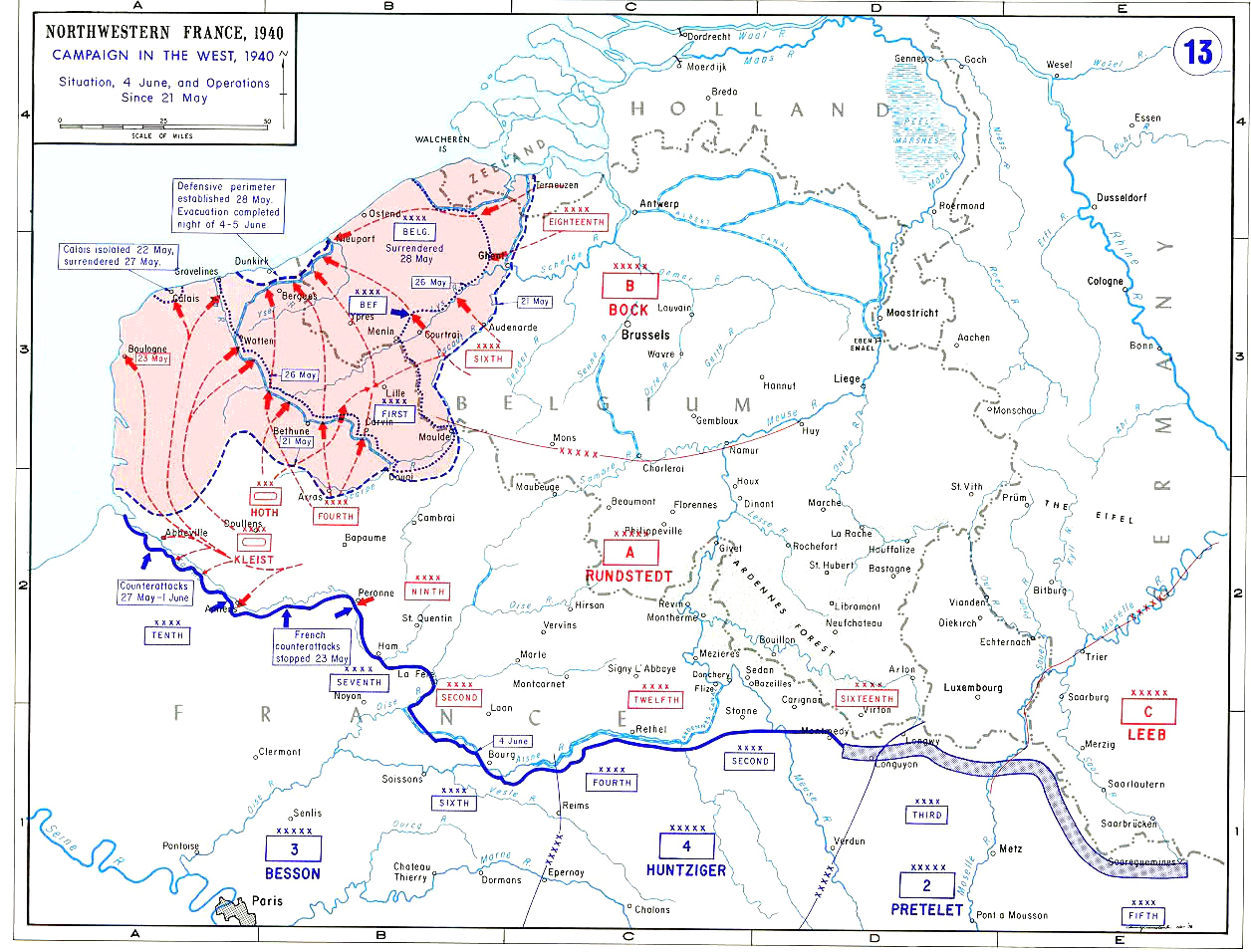
Du 21 mai au 4 juin.

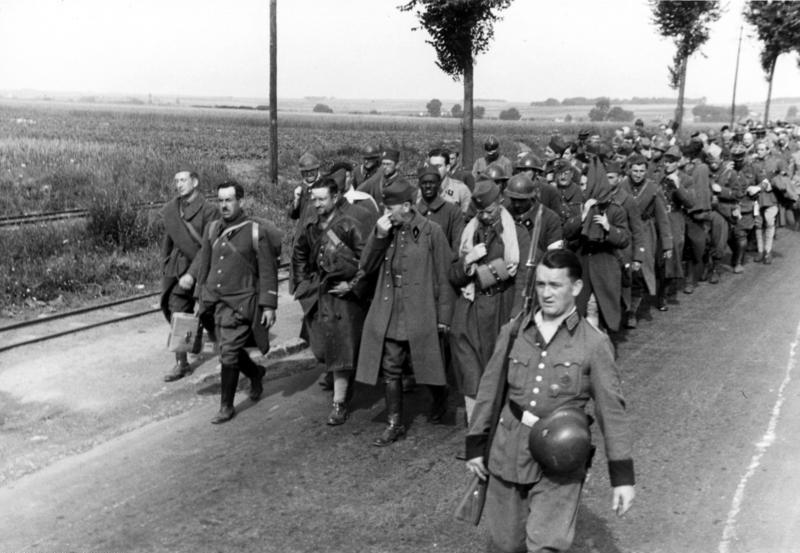
Prisonniers de guerre français en route pour les camps.

L'armée belge, le Corps expéditionnaire britannique et le GA1 français se retrouvent encerclés, malgré les tentatives de contre-attaque française autour de Montcornet (le 17 mai) et britannique près d'Arras (le 21 mai). Cette situation conduit à la capitulation belge, le 28 mai, à l'issue de la bataille de la Lys, ainsi qu'au rembarquement à Dunkerque des Britanniques et d'une partie du GA1 français (du 26 mai au 4 juin).

Épaves laissées lors de la retraite des forces alliées
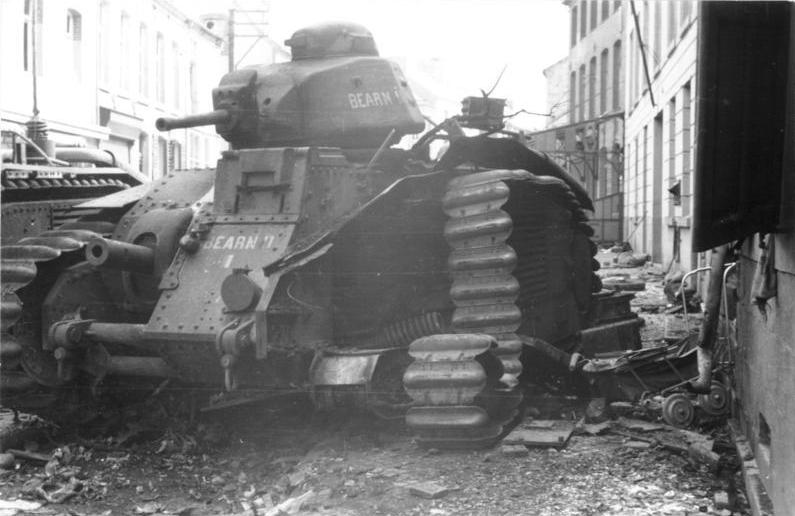
Le Béarn II, saboté par son équipage à Beaumont.
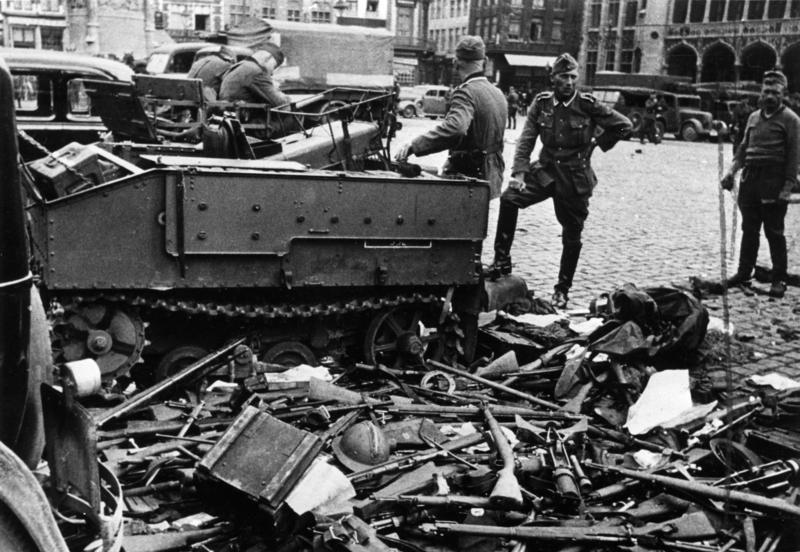
Tas d'armes et d'équipement après la reddition belge, Grande-Place de Bruges le 29 mai 1940.
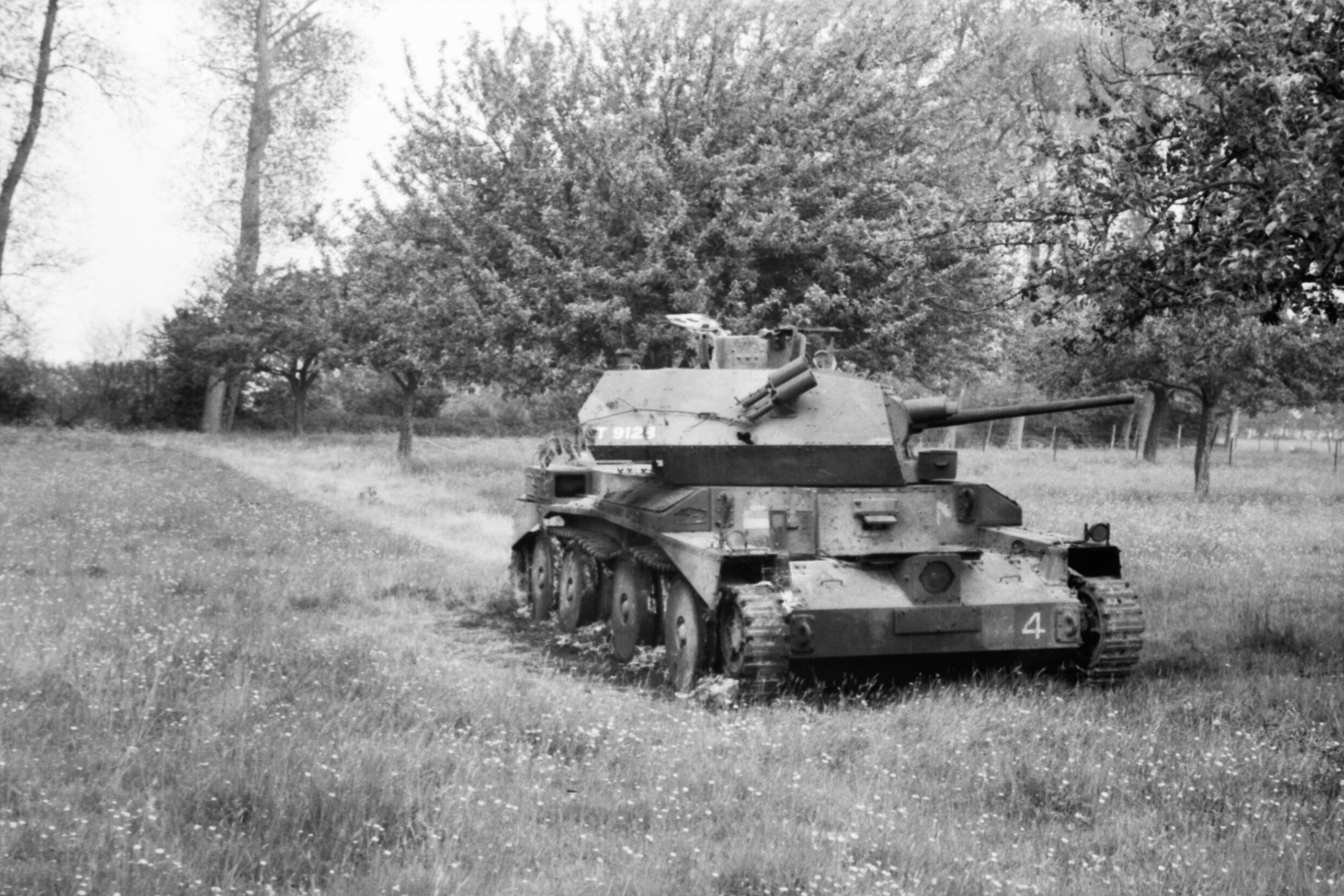
Char britannique Cruiser Mk IV de la 1re DB perdu lors des combats du 30 mai 1940.